# Mercedes-Benz

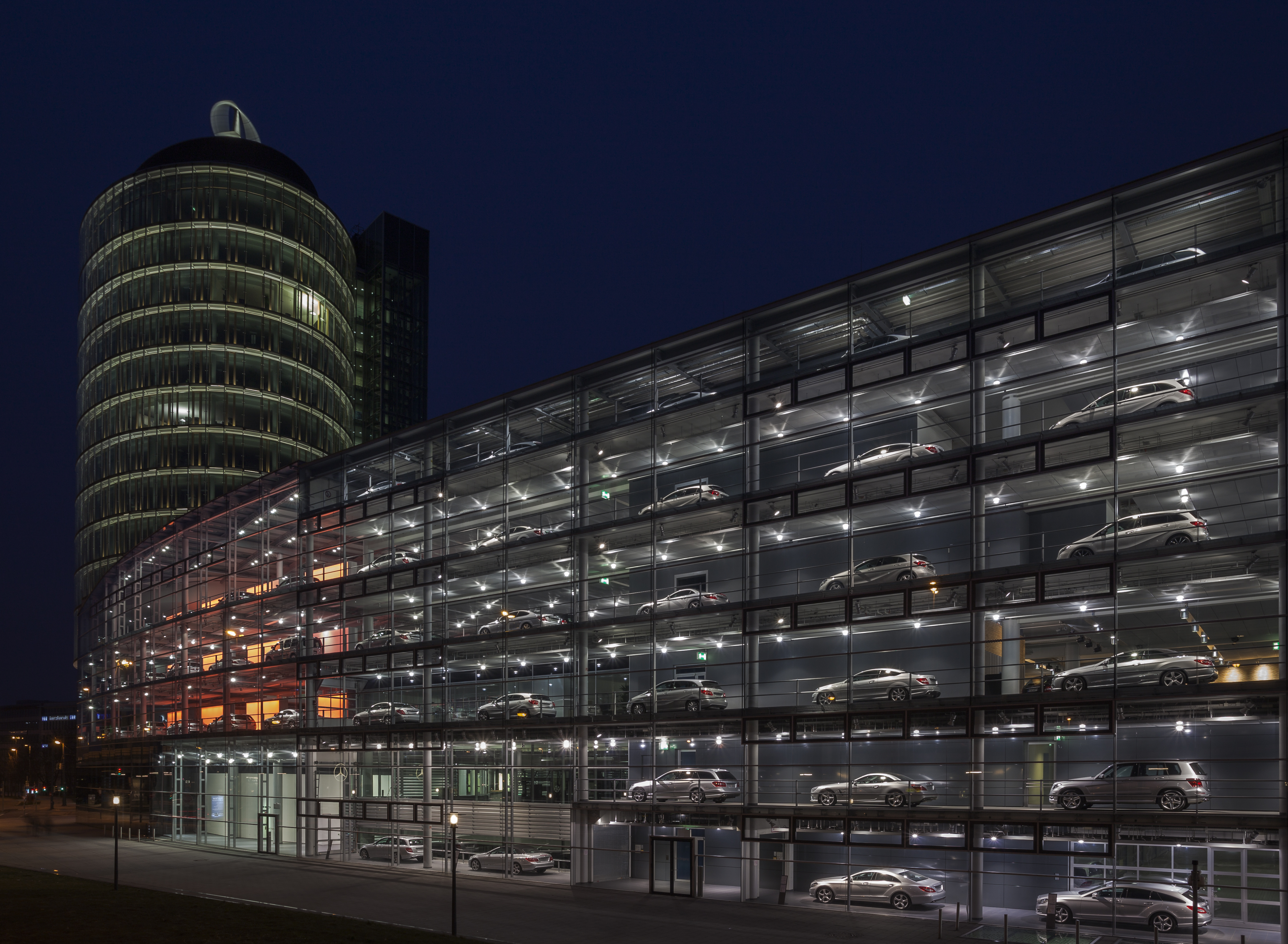
Salon wystawowy Mercedes-Benz w Monachium

Mercedes-Benz – marka samochodów należąca do koncernu Mercedes-Benz Group AG, produkującego samochody osobowe i dostawcze. Licencję na korzystanie z marki posiada również przedsiębiorstwo Daimler Truck AG, które produkuje pod nią samochody ciężarowe oraz autobusy. Marka powstała w 1926 roku.

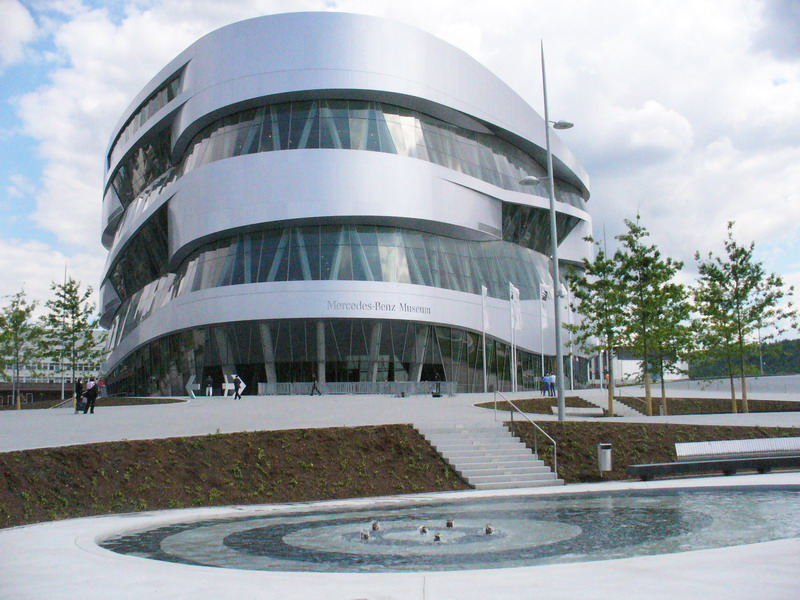
Muzeum Mercedesa w Stuttgarcie

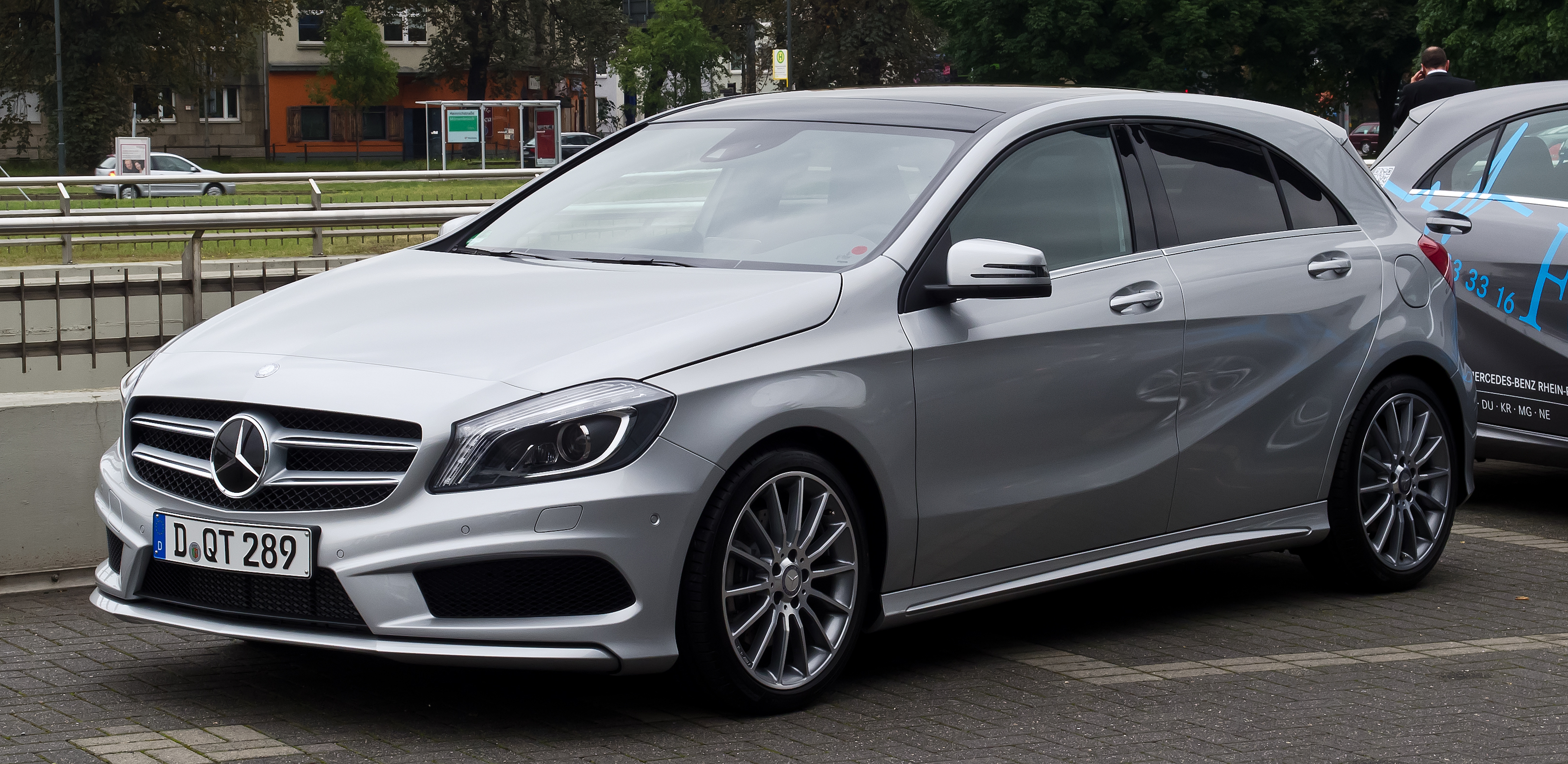
Mercedes-Benz klasy A W176

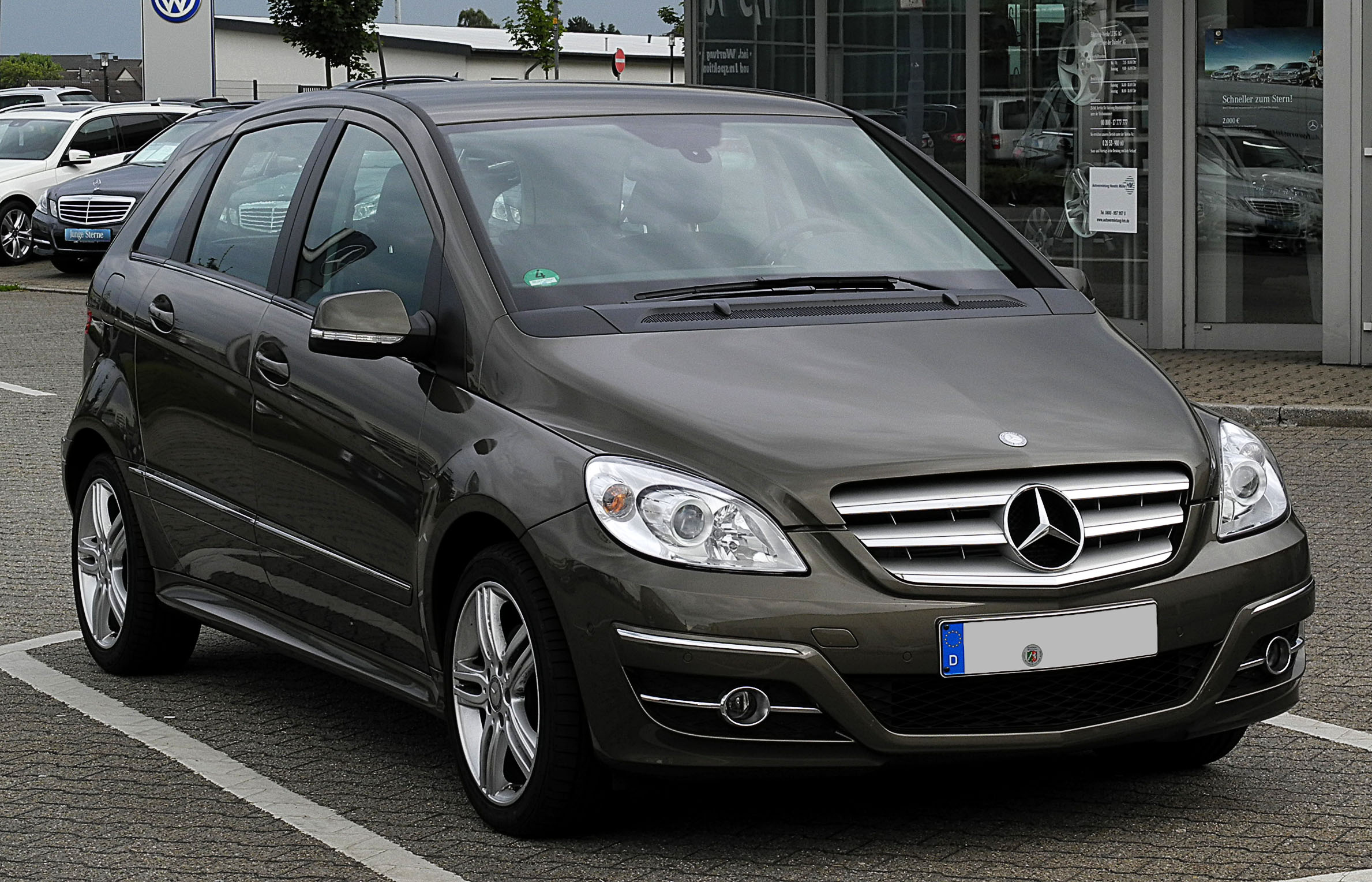
Mercedes-Benz klasy B W245

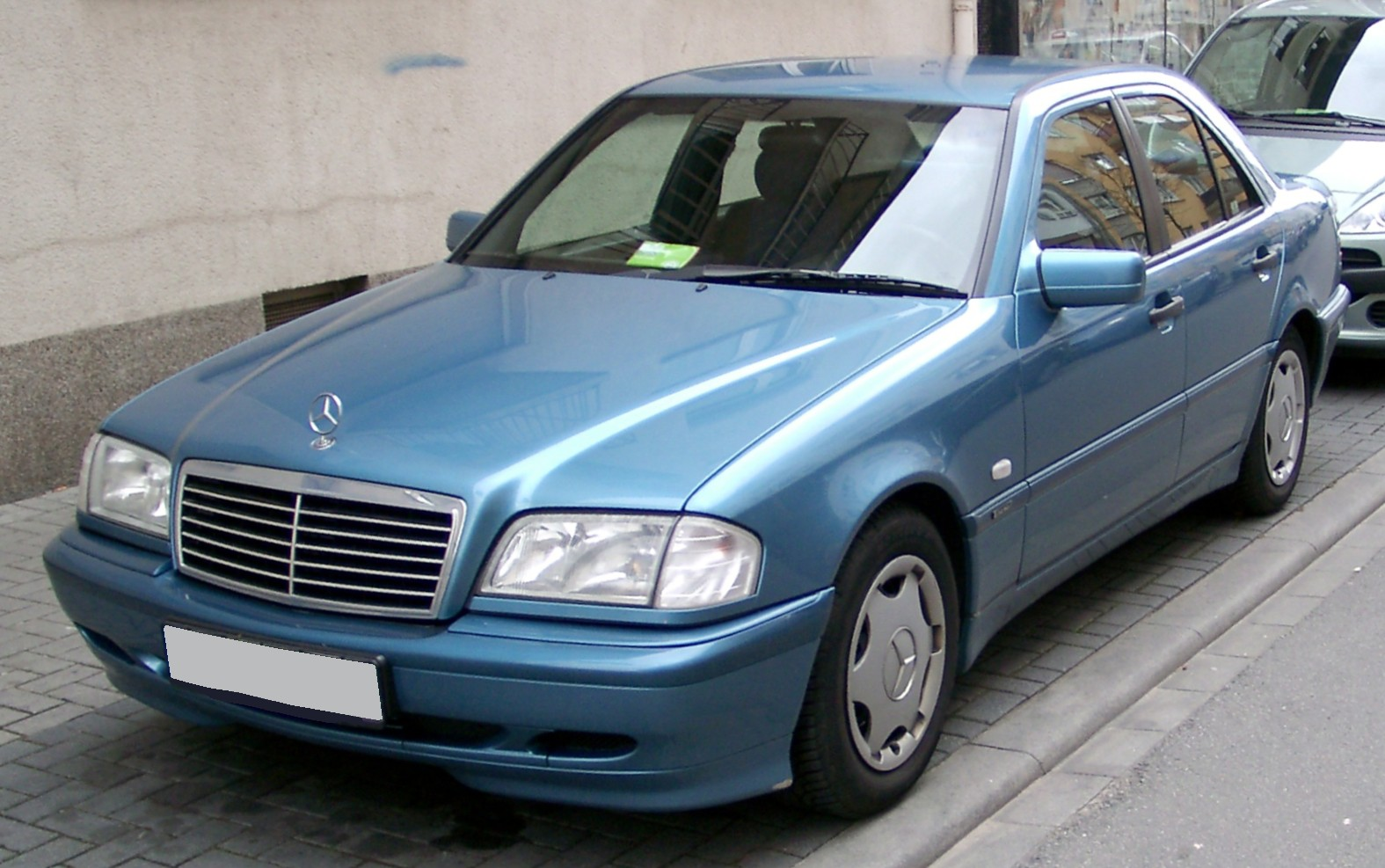
Mercedes-Benz klasy C W202

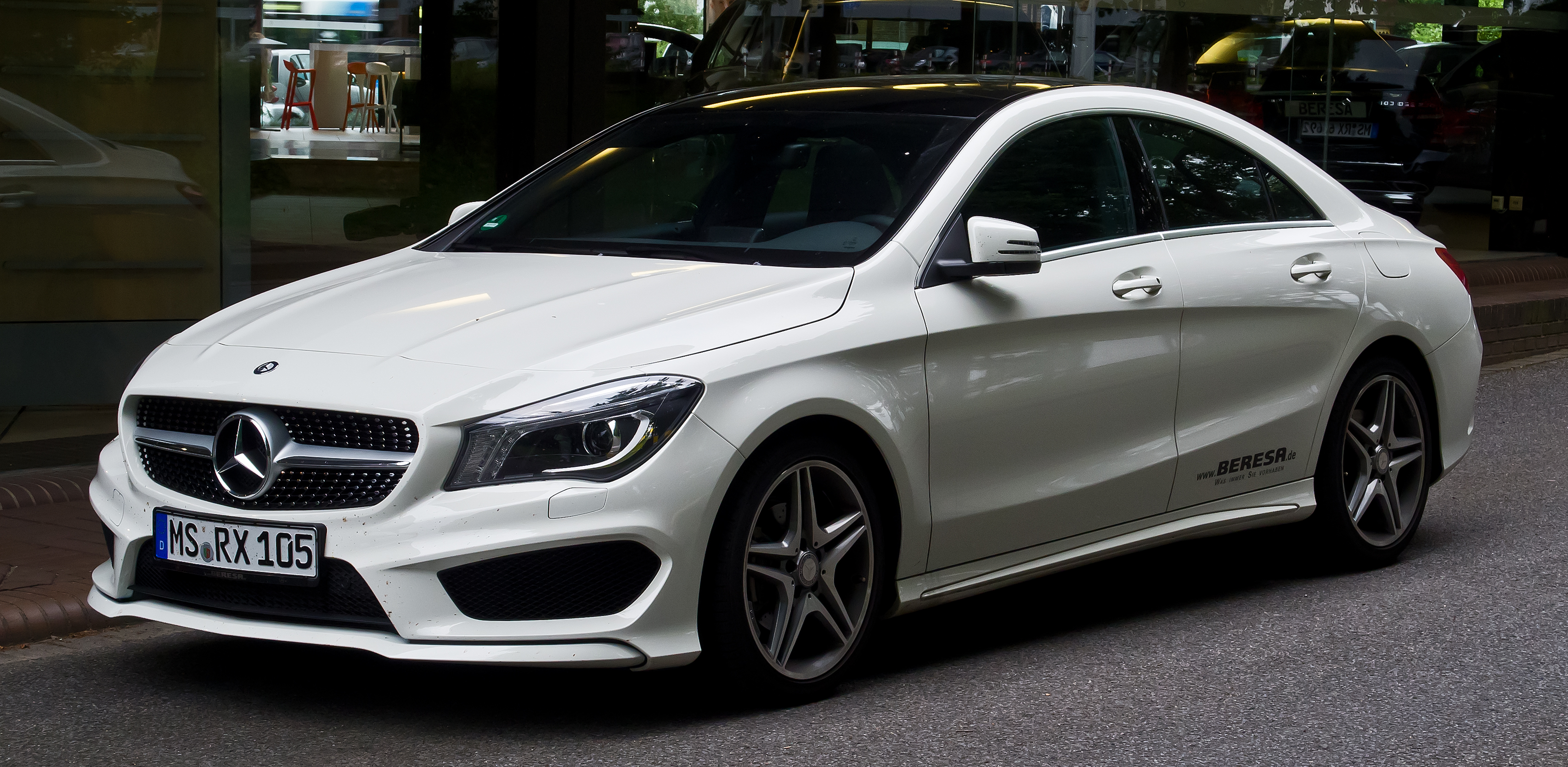
Mercedes-Benz CLA

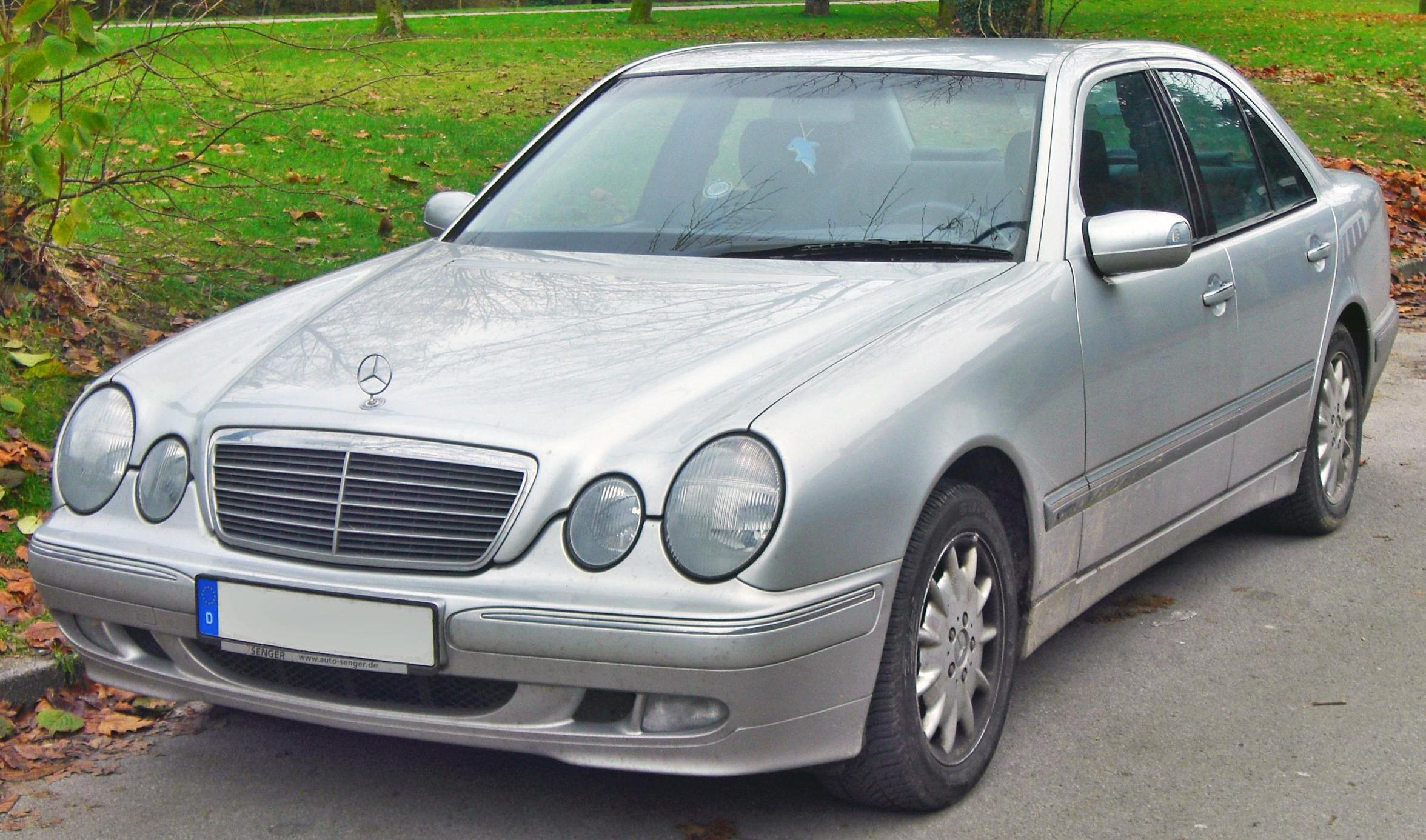
Mercedes-Benz klasy E W210

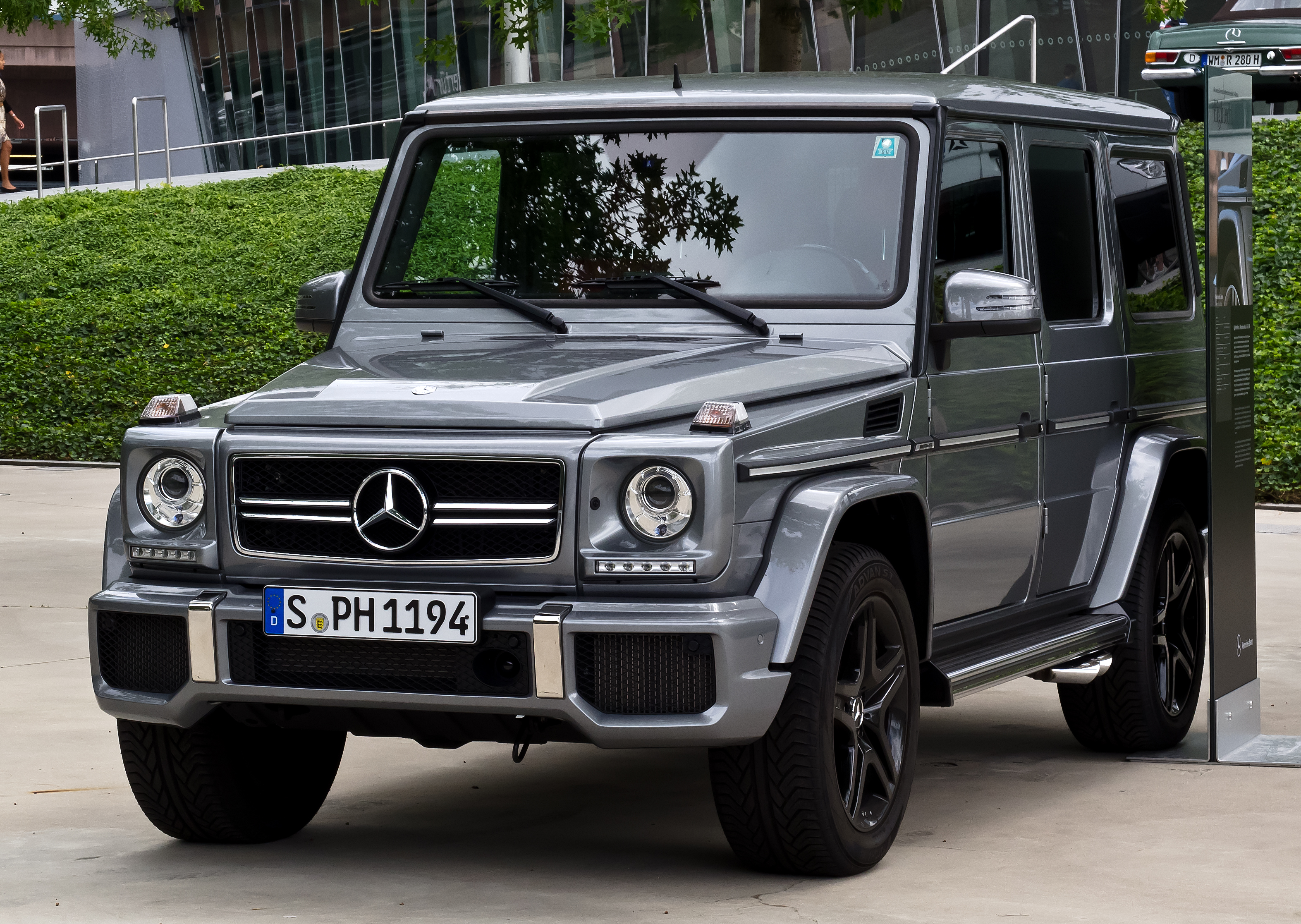
Mercedes-Benz klasy G W463

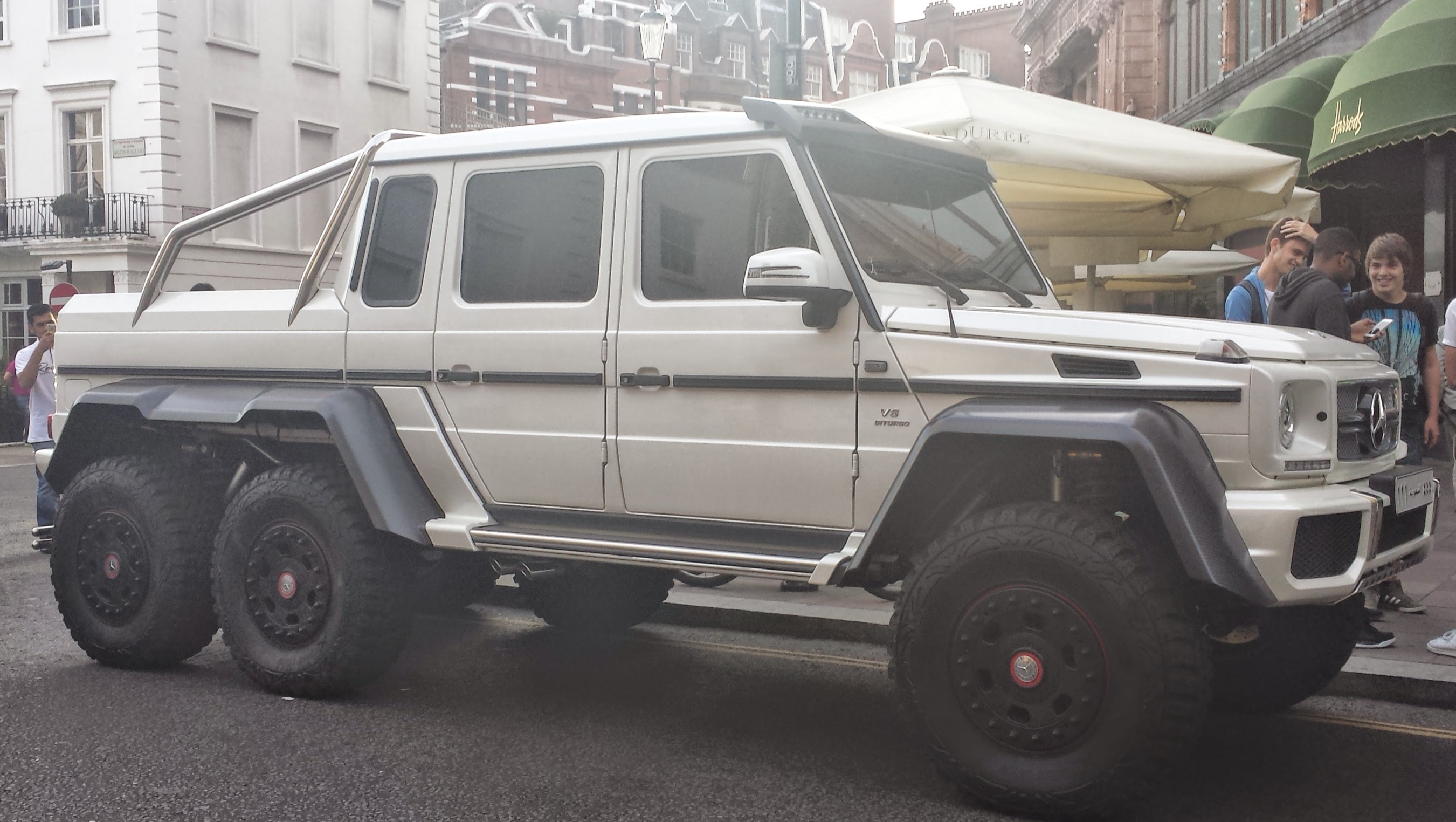
Mercedes-Benz G63 AMG 6x6

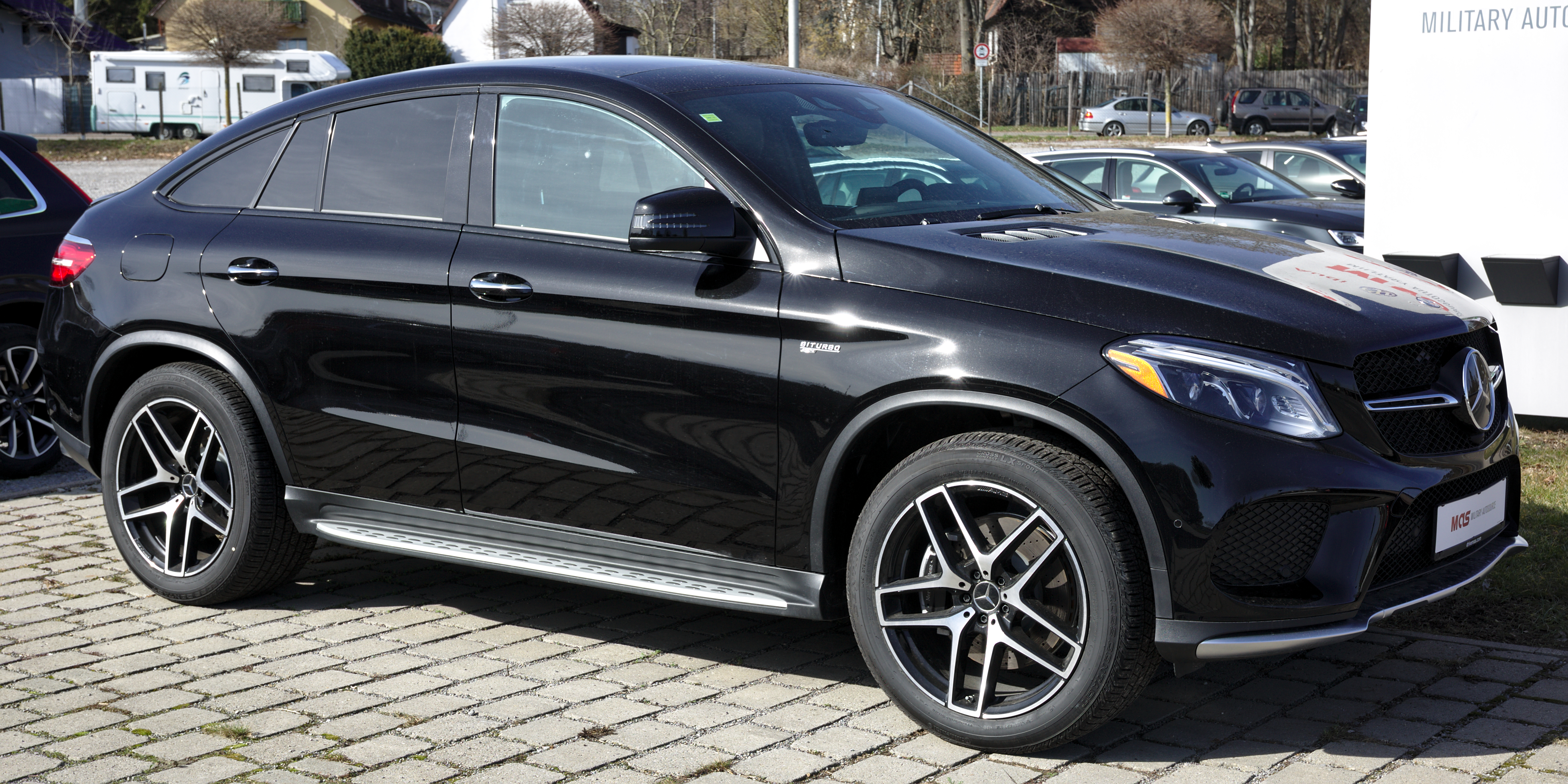
Mercedes-Benz Klasy GLE (Coupe)

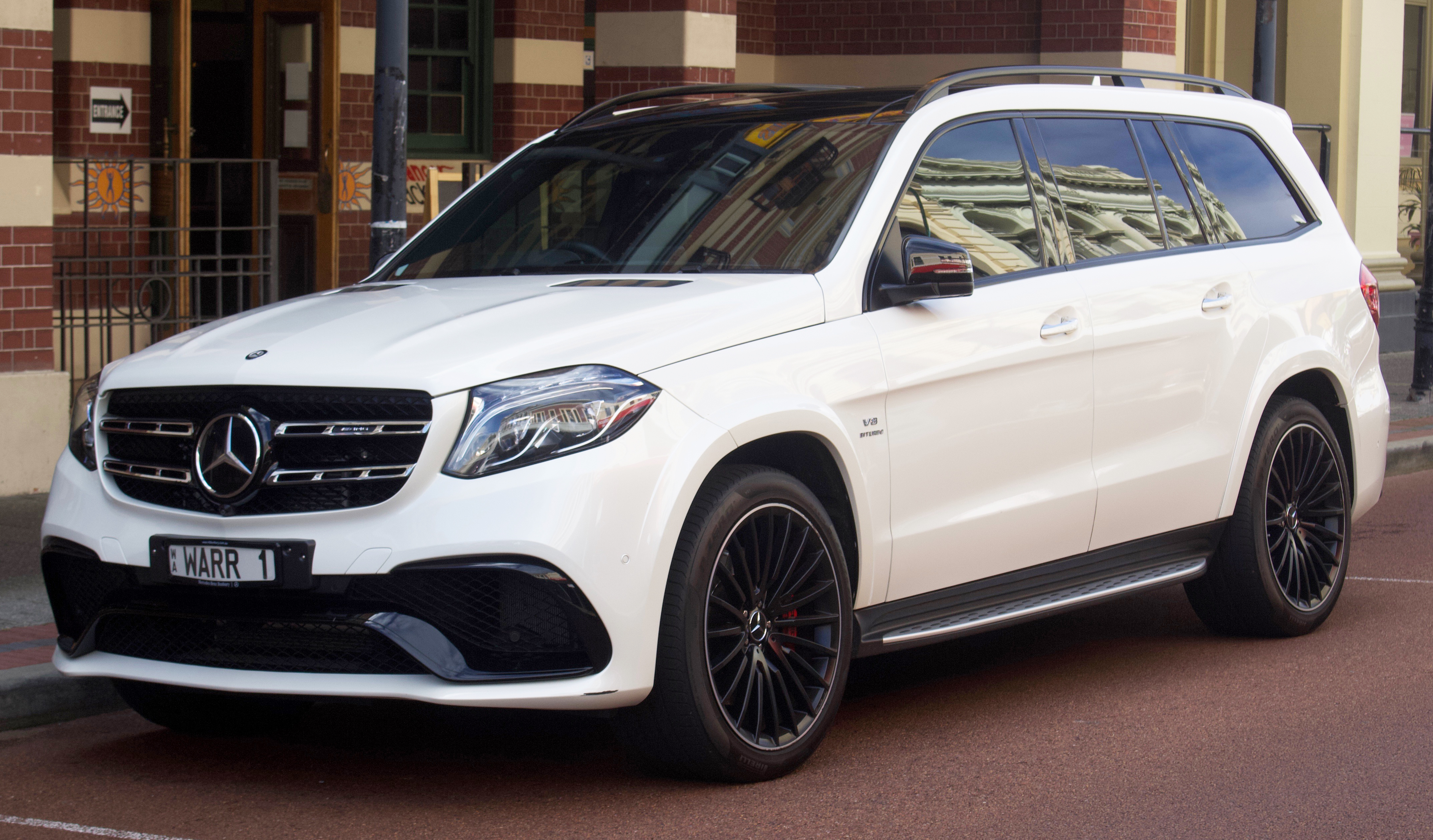
Mercedes-Benz Klasy GLS (-63 AMG)

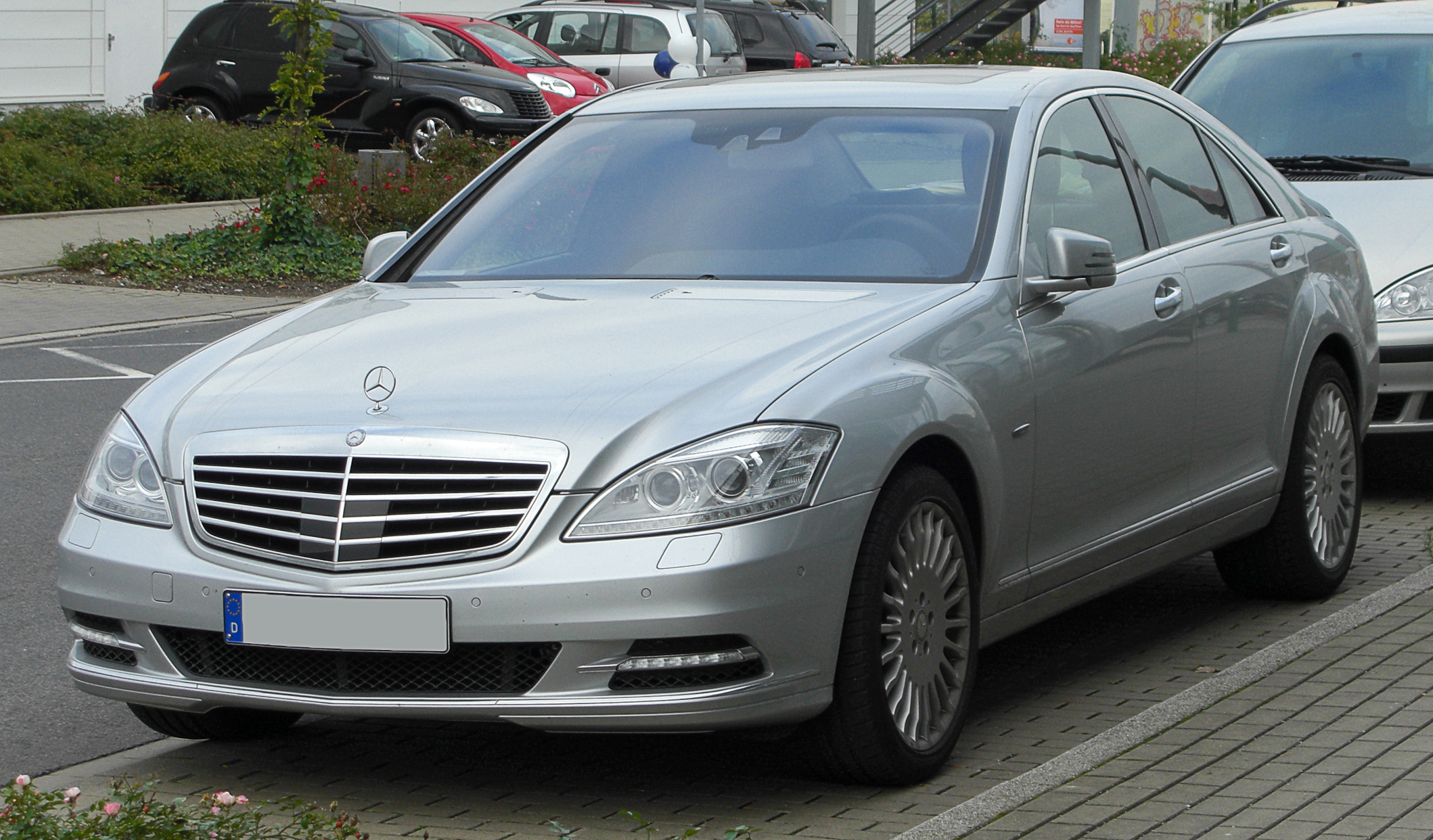
Mercedes-Benz klasy S W221

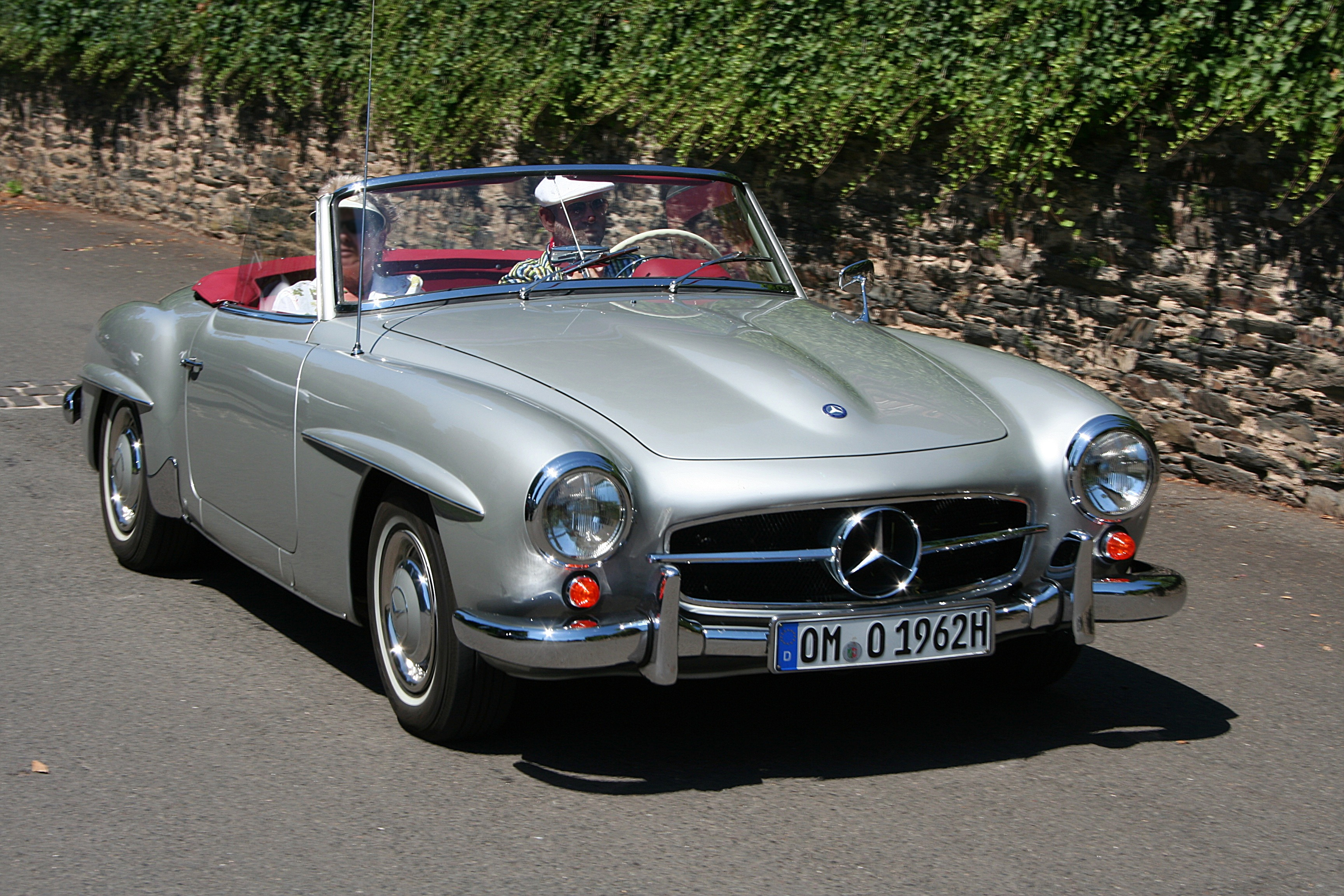
Mercedes-Benz 190 SL

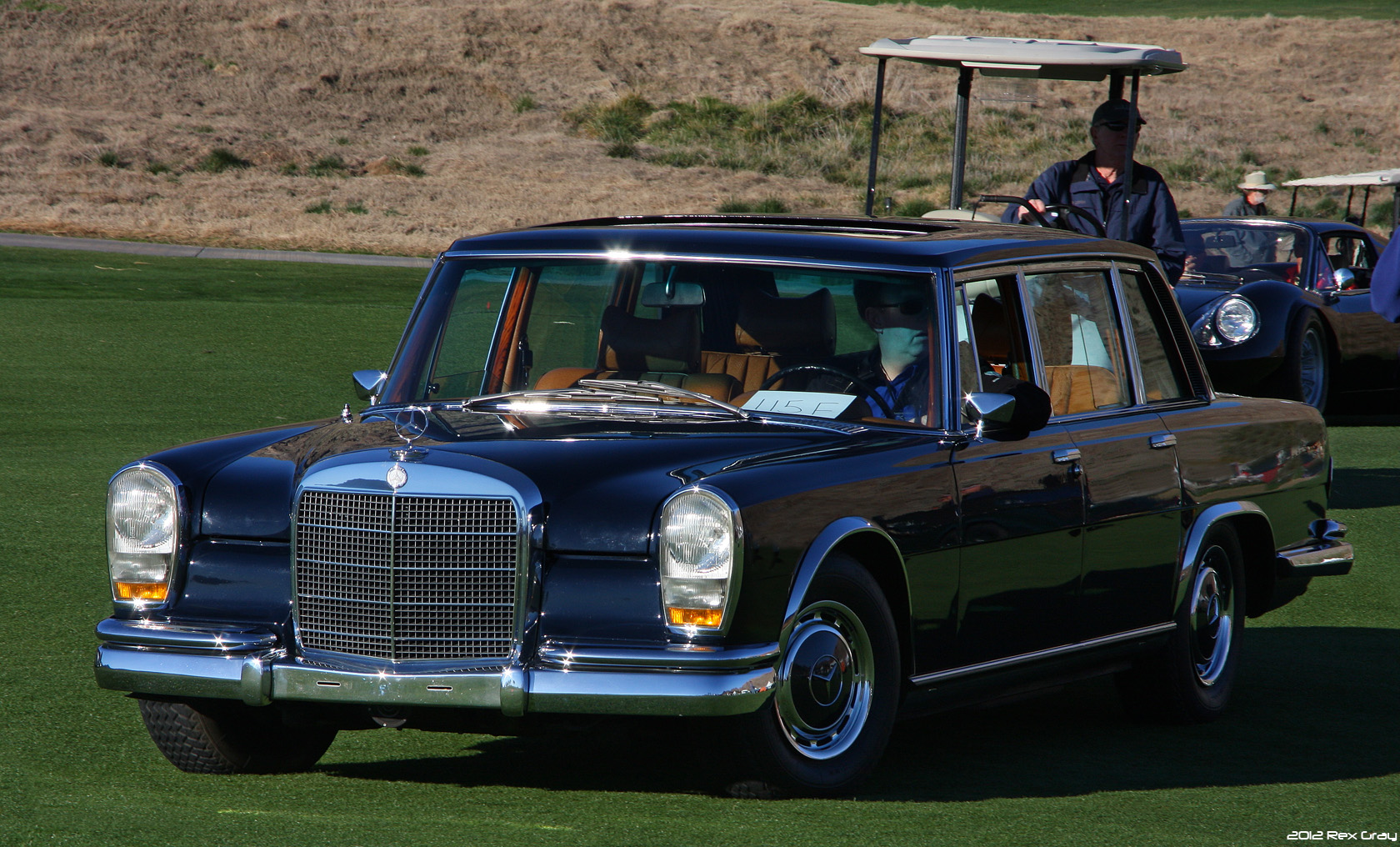
Mercedes-Benz 600

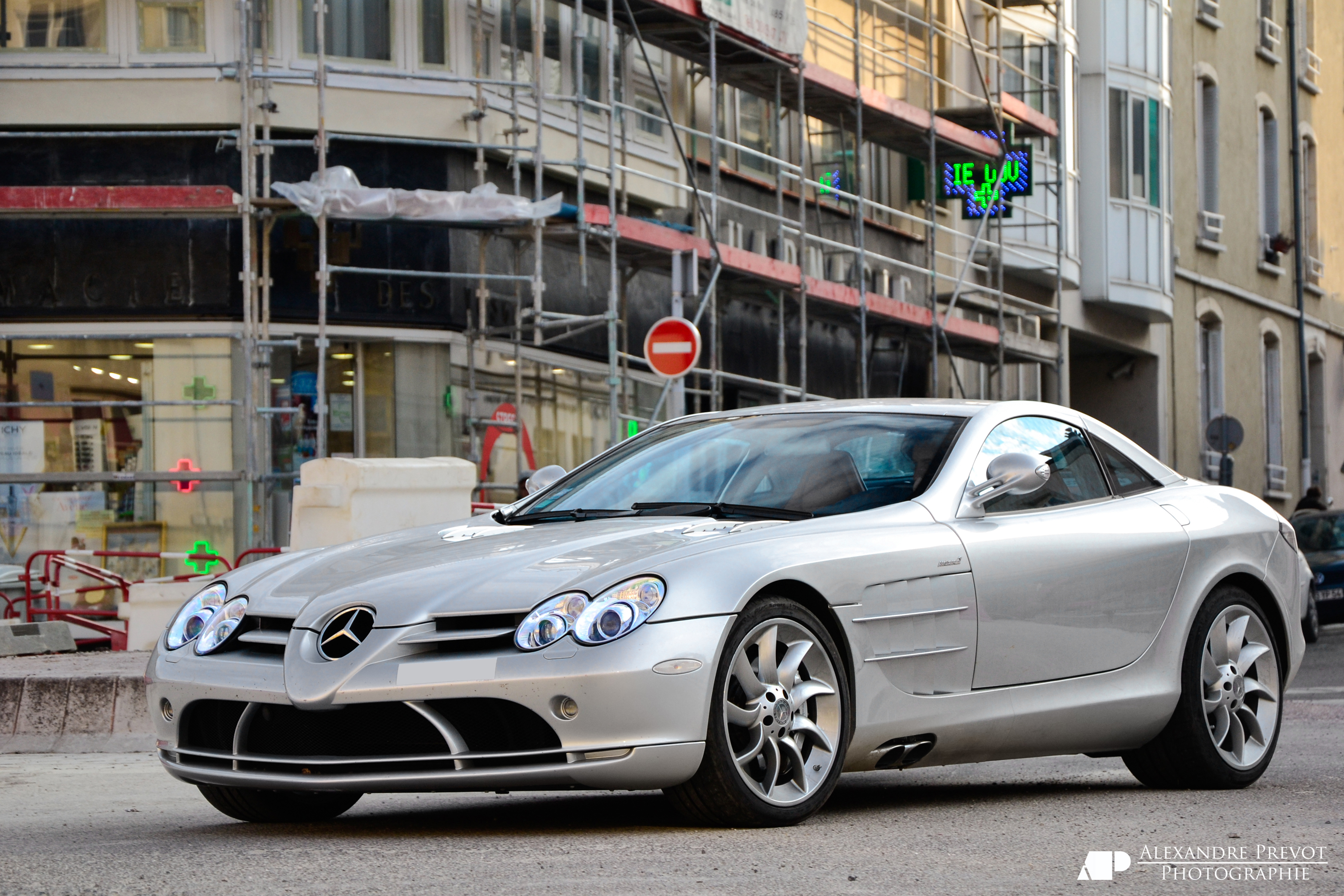
Mercedes-Benz SLR McLaren

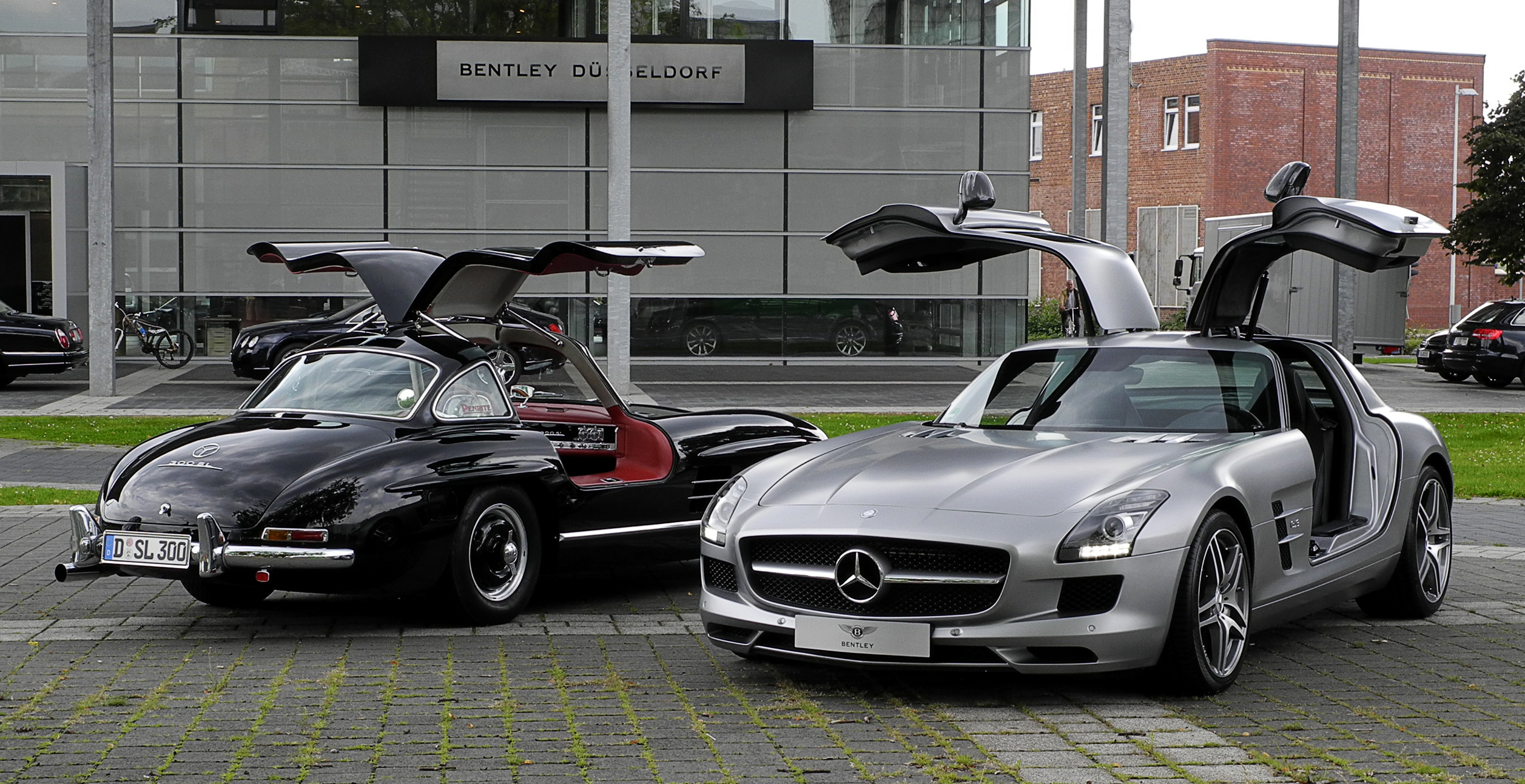
Mercedes-Benz SLS AMG (C 197) ze swoim przodkiem – Mercedes-Benz 300 SL (W 198)

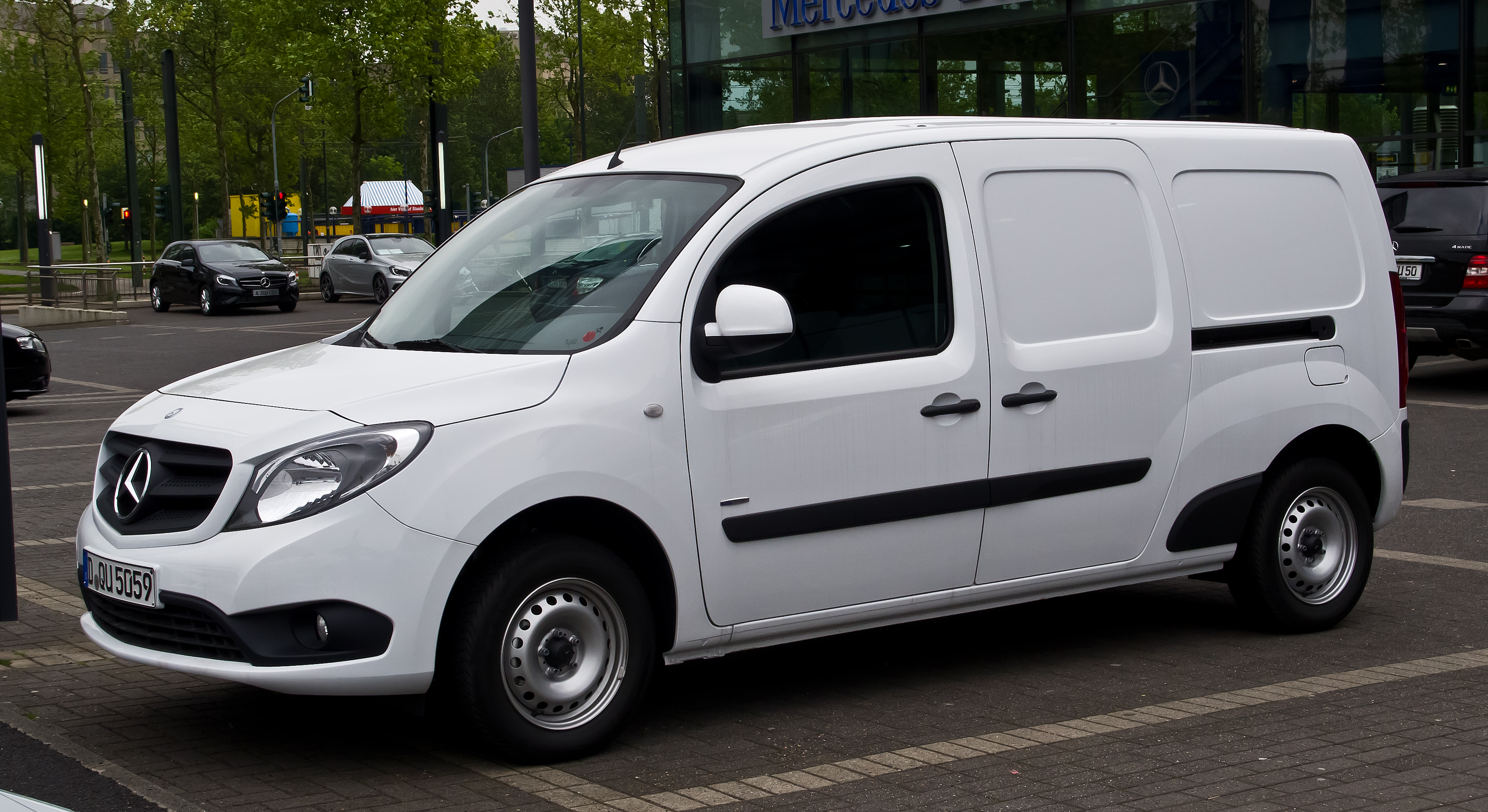
Mercedes-Benz Citan

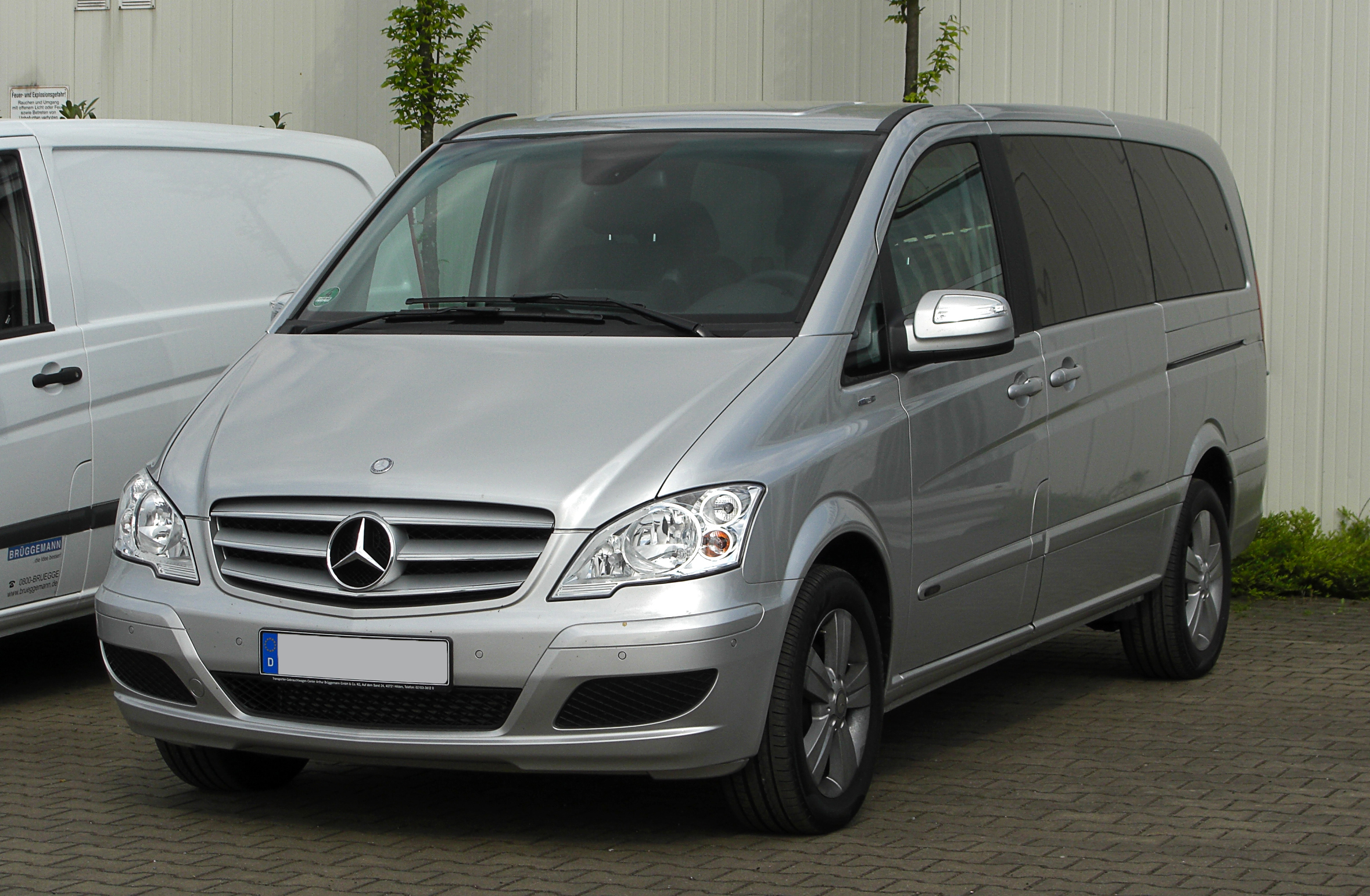
Mercedes-Benz Viano

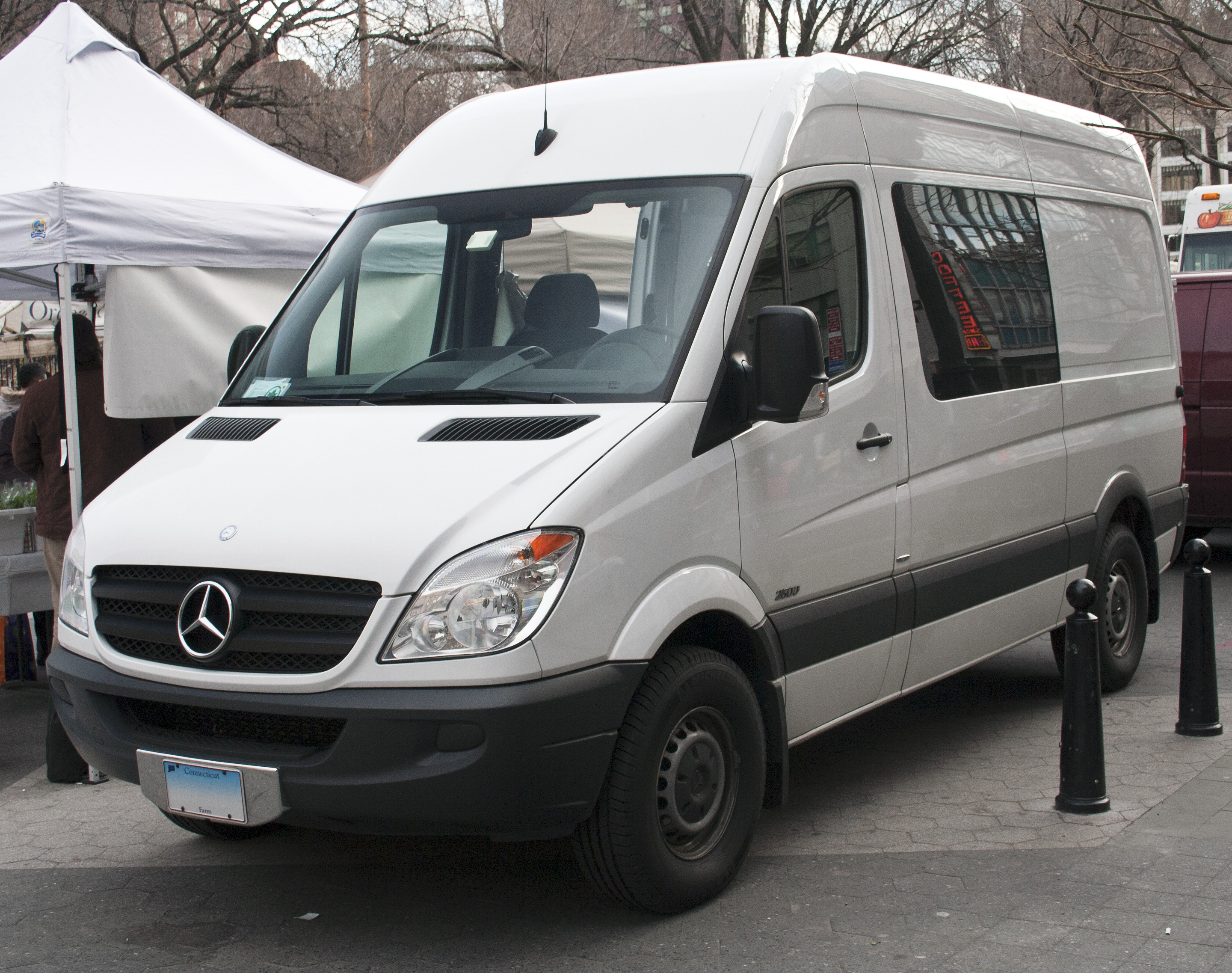
Mercedes-Benz Sprinter W906

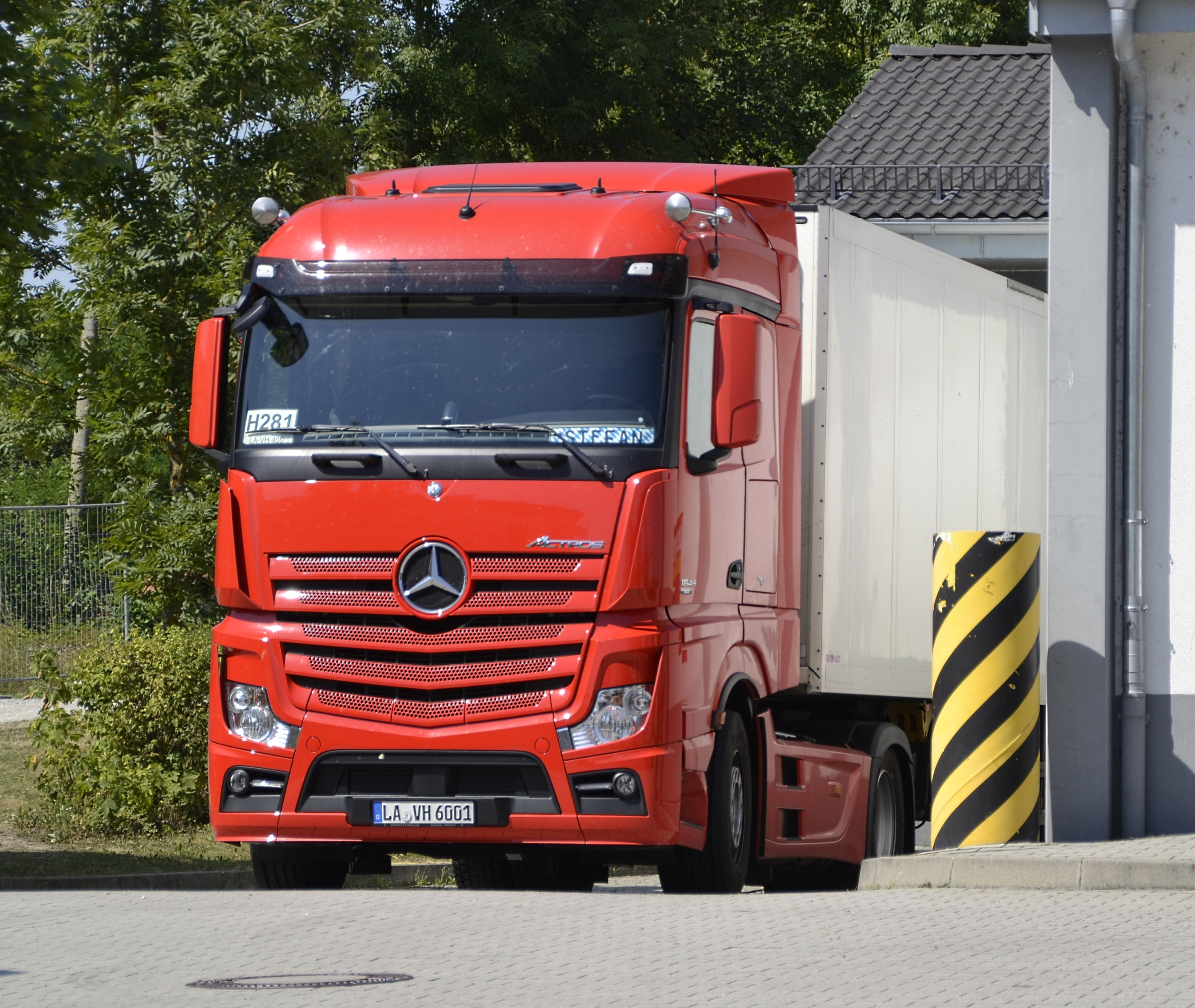
Mercedes-Benz Actros MP4

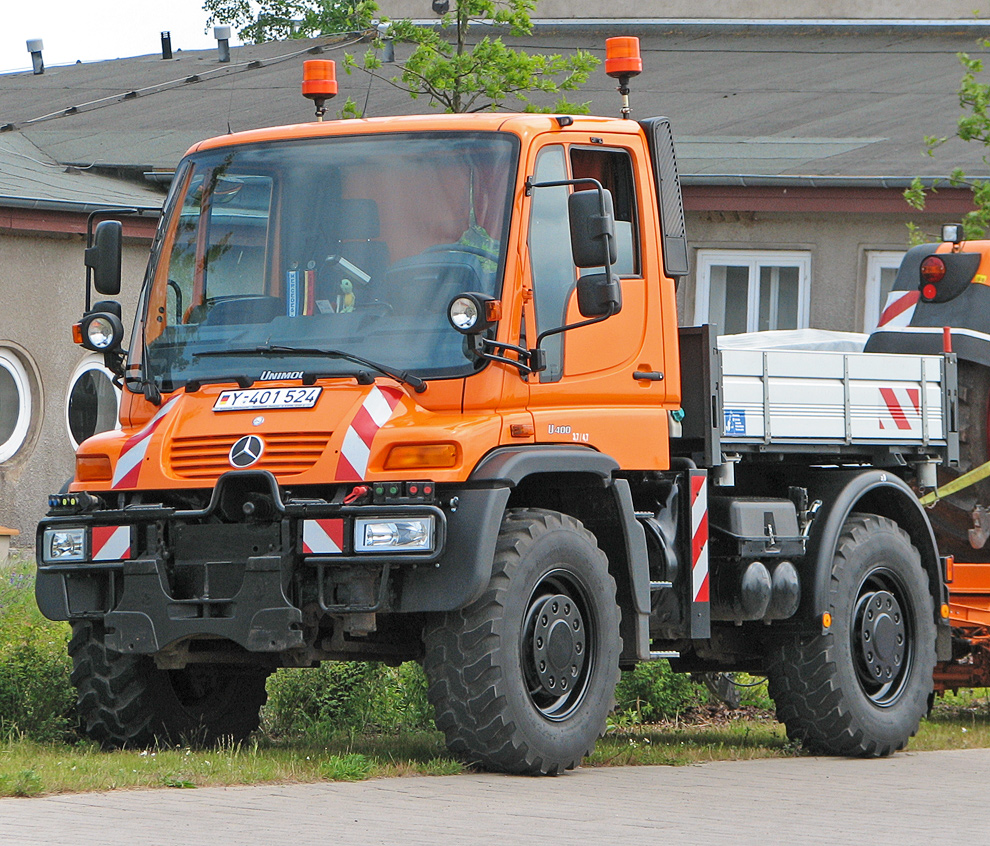
Unimog

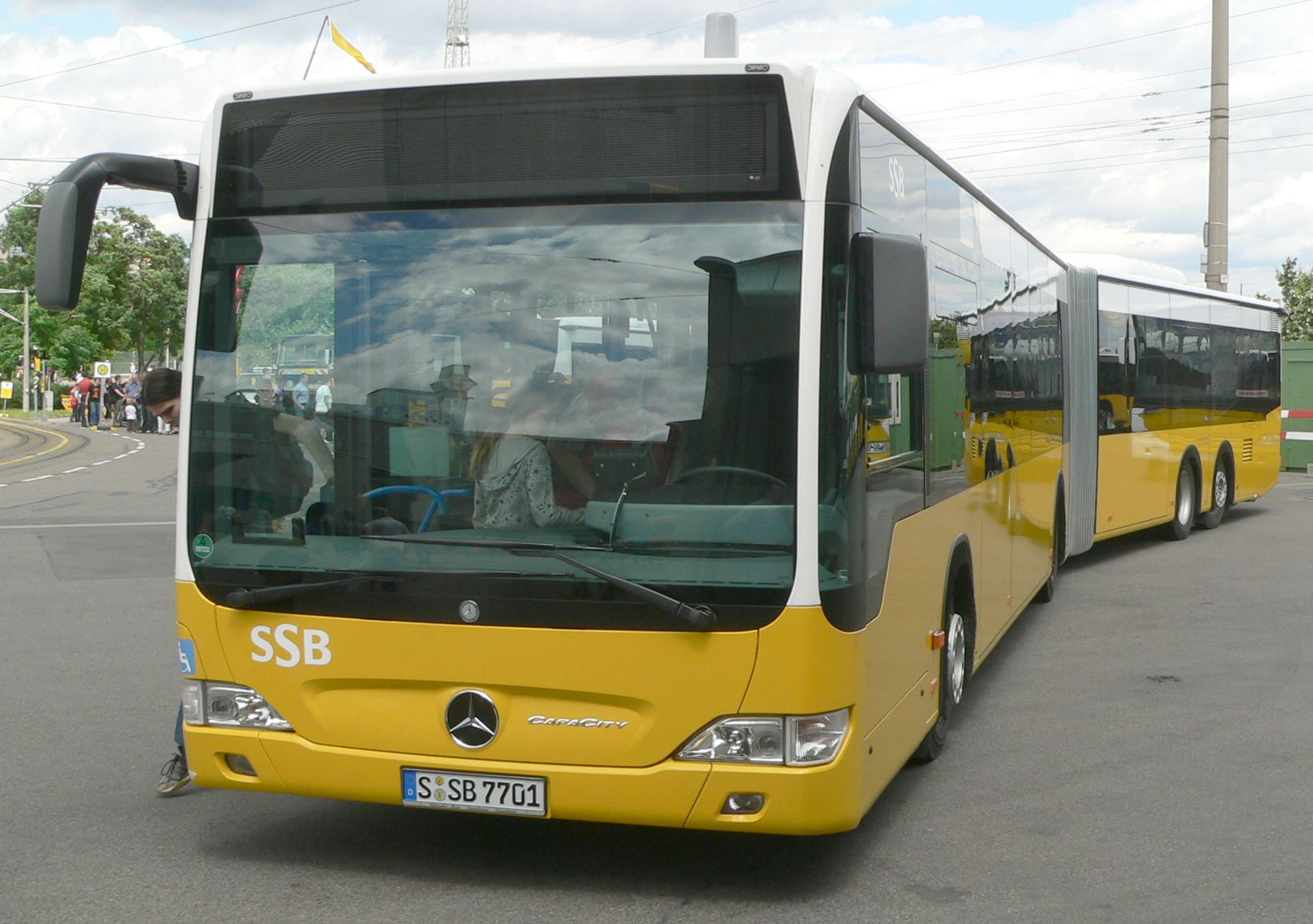
Mercedes-Benz CapaCity w Niemczech w 2008 roku

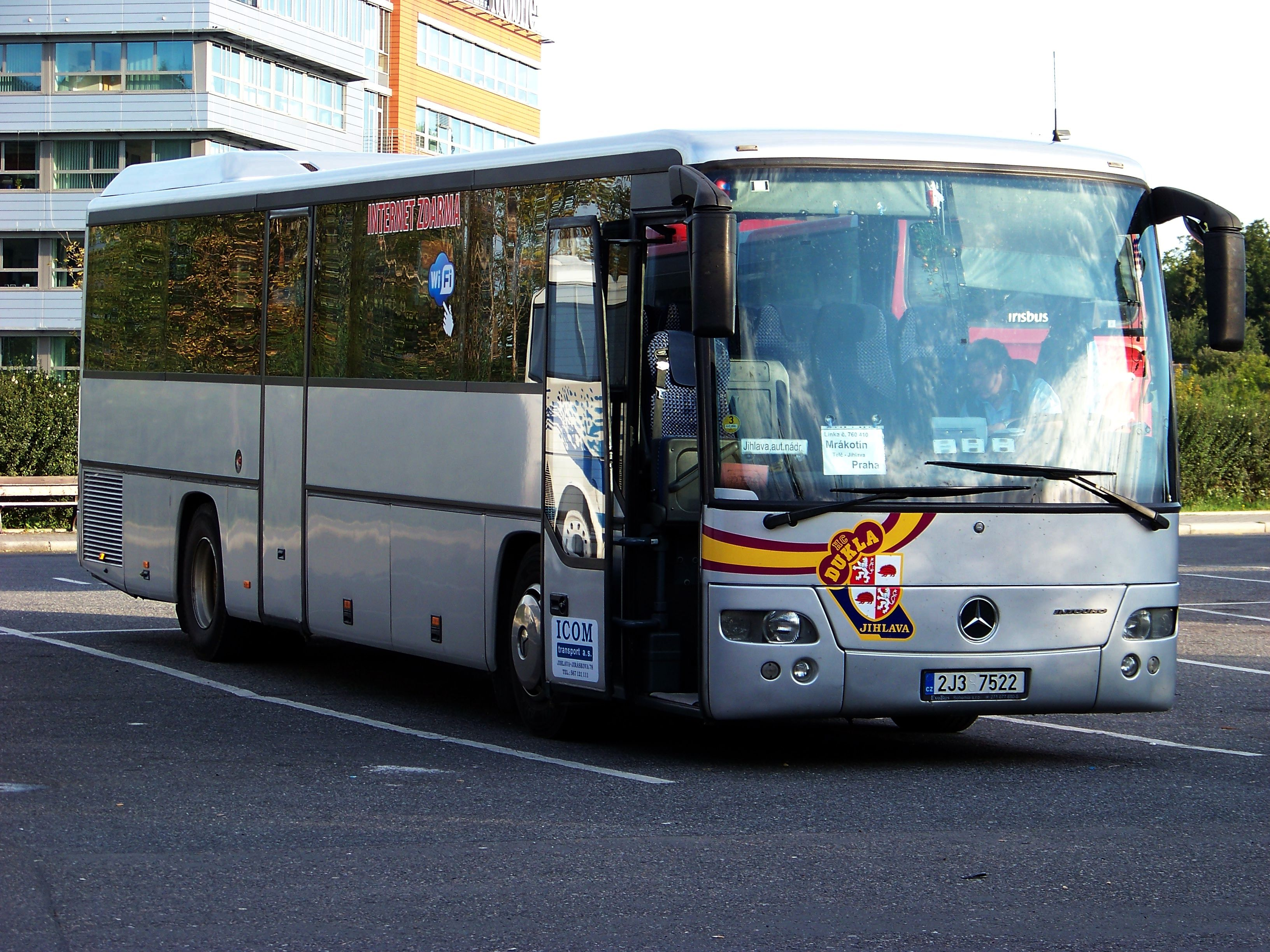
Mercedes-Benz 0560

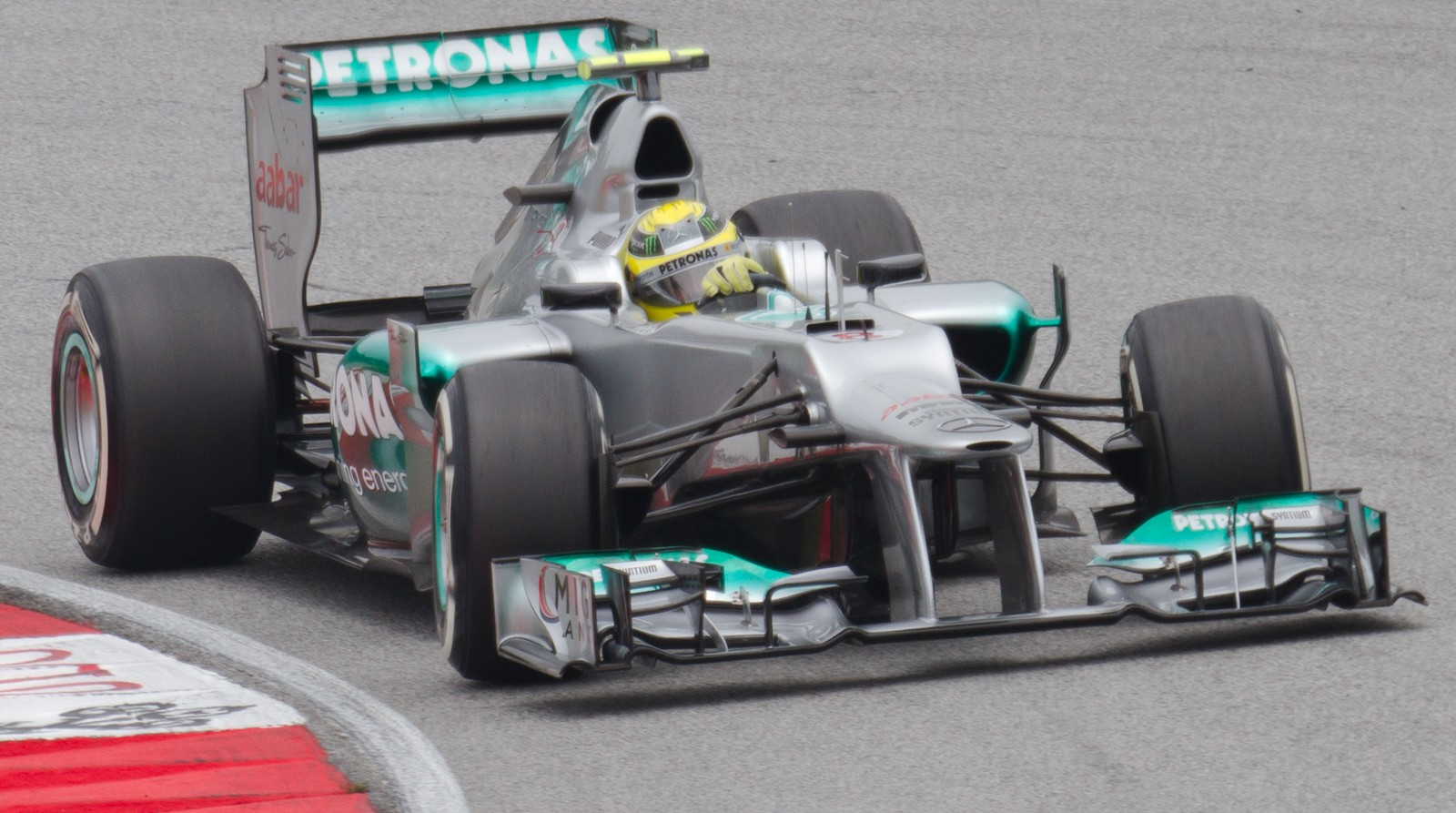
Mercedes F1 W03

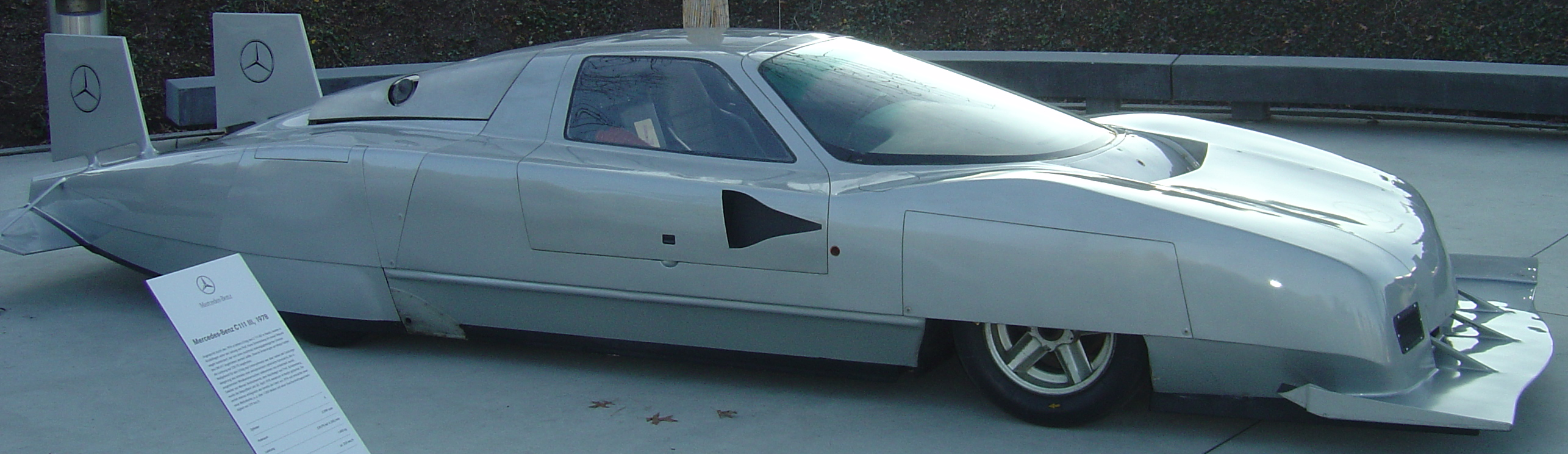
Mercedes-Benz C111 IV

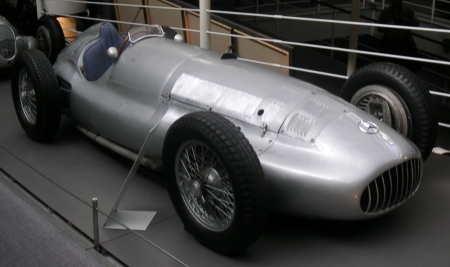
Mercedes-Benz W154

## Historia
Historia marki Mercedes-Benz sięga lat 80. XIX wieku, kiedy to niezależnie od siebie Karl Benz i Gottlieb Daimler położyli podwaliny pod rozwój zmotoryzowanego transportu indywidualnego. W grudniu 1883 roku Benz założył w Mannheim spółkę Benz & Co., natomiast w listopadzie 1890 roku powstała w Cannstatt spółka Daimler-Motoren-Gesellschaft (DMG) należąca do Gottlieba Daimlera.
By uczynić swoje produkty znanymi i rozpoznawalnymi, obie firmy szukały charakterystycznego znaku towarowego. Najpierw znakami firmowymi były nazwiska samych wynalazców, Benz i Daimler, które gwarantowały pochodzenie oraz jakość silników i pojazdów. Chroniona marka Benz & Cie. nie zmieniła się, a koło zębate w logo z roku 1903 zastąpił w roku 1909 wieniec laurowy otaczający nazwisko Benz. Natomiast produkty Daimler-Motoren-Gesellschaft (DMG) otrzymały na przełomie wieków całkiem nową markę – „Mercedes”. Mercedes to hiszpańskie imię żeńskie, oznaczające łaskę. Takie imię nosiła urodzona w 1889 roku Mercédès Jellinek, córka austriackiego pioniera automobilizmu Emila Jellinka. Jellinek, człowiek nowoczesny i zainteresowany sportem, był wielkim entuzjastą postępu technicznego i samochodów. Był przekonany, że samochód zmieni świat. Już w roku 1897 udał się do Cannstatt i zamówił tam swój pierwszy samochód marki Daimler – pojazd z napędem pasowym i dwucylindrowym silnikiem o mocy 6 KM. W odpowiedzi na wymagania klienta Daimler zbudował model Phönix z zamontowanym z przodu silnikiem 8-konnym. Oba dostarczone we wrześniu 1898 roku automobile były pierwszymi na świecie pojazdami drogowymi z silnikiem czterocylindrowym. Konstrukcję samochodu zaś opracował partner Daimlera, Wilhelm Maybach.
Na początku kwietnia 1900 roku wytwórnia DMG zawarła z Jellinkiem umowę o sprzedaży samochodów i silników Daimlera. Zapadła też decyzja o skonstruowaniu nowego silnika, który miał nosić nazwę „Daimler-Mercedes” – w ten sposób pseudonim Jellinka stał się nazwą produktu. 14 dni później Jellinek zamówił 36 pojazdów za łączną kwotę 550 tys. marek, co przy dzisiejszej wartości pieniądza odpowiada 3 milionom euro. Po kilku tygodniach Jellinek zamówił kolejne 36 pojazdów z silnikami o mocy 8 KM.
Drogi firm Benza i Daimlera zbiegły się na skutek zmian w gospodarce niemieckiej zainicjowanych przez rząd tego kraju w trakcie trwania I wojny światowej. Oba przedsiębiorstwa, które dotąd konkurowały ze sobą w dziedzinie budowy silników oraz karoserii samochodów, zostały związane porozumieniem gwarantującym stabilność ekonomiczną. Oficjalne zjednoczenie nastąpiło 28 czerwca 1926 roku, a współpraca w nazwie Daimler-Benz okazała się jedną z najdłuższych w historii motoryzacji. W takim związku obie firmy przetrwały do roku 1998.
Wtedy też niemiecki koncern zdecydował się na wykupienie większości udziałów w amerykańskiej firmie Chrysler. Obie firmy miały zyskać niewątpliwie wielkie korzyści. Daimler-Benz otrzymał możliwość większego dostępu do rynku amerykańskiego zaś Chrysler liczył na udostępnienie zaawansowanej i niezawodnej technologii z której słynęły modele Mercedesa. Alians otrzymał nową nazwę DaimlerChrysler. „Małżeństwo” niemiecko-amerykańskie przetrwało do 14 maja 2007 roku. Ze względu na coraz słabszą kondycję finansową Chryslera, Daimler zdecydował się odsprzedać akcje konsorcjum finansowemu Cerberus. Rozstanie pozwoliło niemieckiej spółce (od tamtej pory Daimler AG) ponownie rozjaśnić blask trójramiennej gwiazdy, zaś Chrysler mógł liczyć na spłatę swoich długów. W latach 2021/2022 nastąpił podział koncernu na dwa niezależne od siebie przedsiębiorstwa – Mercedes-Benz Group AG (produkcja samochodów osobowych) oraz Daimler Truck Holding AG (produkcja samochodów ciężarowych i autobusów). Właścicielem marki Mercedes-Benz jest pierwsze z nich, drugie korzysta z niej na licencji.
Dzisiejsza kolekcja obejmuje zbiór 550 pojazdów. Wśród nich jest 350 samochodów osobowych, 140 aut wyścigowych i 60 pojazdów użytkowych marki Mercedes-Benz oraz jej poprzedniczek: Benz i Daimler.
19 maja 2006 roku w Stuttgarcie otwarto muzeum marki Mercedes. Na początku 2015 roku Mercedes-Benz zmienił oznaczenia niektórych modeli oraz silników. Wszystkie pojazdy sportowo-użytkowe swoją nazwę zaczynają od GL, a wszystkie modele coupe od CL. Mercedes-Benz klasy M przemianowany został na GLE. Oznaczenia silników CDI zmienione zostały na D, a BlueTEC Plug-In Hybrid są oznaczone literą E. Przy okazji zmieniono też nazwy AMG na Mercedes-AMG oraz Maybach na Mercedes-Maybach.
Aktualne logo – trójramienna gwiazda, będąca symbolem firmy, to jeden z najbardziej rozpoznawalnych znaków zarówno wśród miłośników motoryzacji, jak i ludzi, którzy auta traktują jak zwykłe środki komunikacji. Według raportu BrandZ Top 100 opracowywanego corocznie przez firmę analityczną Millward Brown znak handlowy Mercedesa warty jest obecnie 21,535 mld dolarów. To trzeci wynik spośród wszystkich firm motoryzacyjnych na świecie.

## Modele samochodów

### Samochody osobowe
| Klasa A | Seria | Nadwozie        | Segment | Lata produkcji |
| ------- | ----- | --------------- | ------- | -------------- |
|         | W168  | Hatchback       | B       | 1997–2004      |
|         | W169  | Hatchback       | B       | 2004–2012      |
|         | W176  | Hatchback       | C       | 2012–2018      |
|         | W177  | Hatchback Sedan | C       | 2018–2026      |

| Klasa C SportCoupe | Seria | Nadwozie  | Segment | Lata produkcji |
| ------------------ | ----- | --------- | ------- | -------------- |
|                    | CL203 | Hatchback | C       | 2000–2008      |
| CLC                | Seria | Nadwozie  | Segment | Lata produkcji |
|                    | CL203 | Hatchback | C       | 2008–2011      |

| Klasa C | Seria | Nadwozie                 | Segment | Lata produkcji |
| ------- | ----- | ------------------------ | ------- | -------------- |
|         | W202  | Sedan Kombi              | D       | 1993–2001      |
|         | W203  | Sedan Kombi              | D       | 2000–2006      |
|         | W204  | Sedan Kombi Coupe        | D       | 2007–2014      |
|         | W205  | Sedan Kombi Coupe Cabrio | D       | 2014–2021      |
|         | W206  | Sedan Kombi              | D       | od 2021        |

| Klasa E | Seria | Nadwozie                 | Segment | Lata produkcji |
| ------- | ----- | ------------------------ | ------- | -------------- |
|         | W124  | Sedan Kombi Coupe Cabrio | E       | 1984–1995      |
|         | W210  | Sedan Kombi              | E       | 1995–2003      |
|         | W211  | Sedan Kombi              | E       | 2002–2009      |
|         | W212  | Sedan Kombi Coupe Cabrio | E       | 2009–2016      |
|         | W213  | Sedan Kombi Coupe Cabrio | E       | 2016–2023      |
|         | W214  | Sedan Kombi              | E       | od 2023        |

| Klasa S | Seria | Nadwozie           | Segment | Lata produkcji |
| ------- | ----- | ------------------ | ------- | -------------- |
|         | W116  | Sedan              | F       | 1972–1980      |
|         | W126  | Sedan Coupe        | F       | 1979–1991      |
|         | W140  | Sedan Kombi        | F       | 1991–1998      |
|         | W220  | Sedan              | F       | 1998–2005      |
|         | W221  | Sedan              | F       | 2005–2013      |
|         | W222  | Sedan Coupe Cabrio | F       | 2013–2020      |
|         | W223  | Sedan              | F       | od 2020        |

- Sedany a la coupe

| CLA | Seria | Nadwozie             | Segment | Lata produkcji |
| --- | ----- | -------------------- | ------- | -------------- |
|     | C117  | Sedan Shooting brake | C       | 2013–2019      |
|     | C118  | Sedan Shooting brake | C       | 2019–2025      |
|     | C178  | Sedan Shooting brake | C       | od 2025        |

| CLS | Seria | Nadwozie             | Segment | Lata produkcji |
| --- | ----- | -------------------- | ------- | -------------- |
|     | C219  | Sedan                | E       | 2004–2010      |
|     | C218  | Sedan Shooting brake | E       | 2010–2018      |
|     | C257  | Sedan                | E       | 2018–2023      |

- Coupe i roadstery

| C Coupe | Seria | Nadwozie     | Segment | Lata produkcji |
| ------- | ----- | ------------ | ------- | -------------- |
|         | C204  | Coupe        | D       | 2011–2015      |
|         | C205  | Coupe Cabrio | D       | 2015–2023      |

| CLK     | Seria | Nadwozie     | Segment | Lata produkcji |
| ------- | ----- | ------------ | ------- | -------------- |
|         | W208  | Coupe Cabrio | E       | 1997–2003      |
|         | W209  | Coupe Cabrio | E       | 2003–2009      |
| E Coupe | Seria | Nadwozie     | Segment | Lata produkcji |
|         | C207  | Coupe Cabrio | E       | 2009–2017      |
|         | C238  | Coupe Cabrio | E       | 2017–2023      |

| CLE | Seria | Nadwozie     | Segment | Lata produkcji |
| --- | ----- | ------------ | ------- | -------------- |
|     | C236  | Coupe Cabrio | D       | od 2023        |

| CL      | Seria | Nadwozie     | Segment | Lata produkcji |
| ------- | ----- | ------------ | ------- | -------------- |
|         | C140  | Coupe        | F       | 1992–1999      |
|         | C215  | Coupe        | F       | 1999–2006      |
|         | C216  | Coupe        | F       | 2006–2014      |
| S Coupe | Seria | Nadwozie     | Segment | Lata produkcji |
|         | C217  | Coupe Cabrio | F       | 2014–2020      |

| SLK | Seria | Nadwozie | Segment | Lata produkcji |
| --- | ----- | -------- | ------- | -------------- |
|     | R170  | Roadster | C       | 1996–2004      |
|     | R171  | Roadster | C       | 2004–2011      |
|     | R172  | Roadster | C       | 2011–2015      |
| SLC | Seria | Nadwozie | Segment | Lata produkcji |
|     | R172  | Roadster | C       | 2015–2020      |

| SL | Seria | Nadwozie       | Segment | Lata produkcji |
| -- | ----- | -------------- | ------- | -------------- |
|    | W198  | Coupe Roadster | E       | 1954–1963      |
|    | W113  | Coupe Roadster | E       | 1963–1971      |
|    | R107  | Roadster Coupe | E       | 1970–1989      |
|    | R129  | Roadster       | E       | 1989–2001      |
|    | R230  | Roadster       | E       | 2001–2012      |
|    | R231  | Roadster       | E       | 2012–2020      |

- Crossovery i SUV-y

| GLA | Seria | Nadwozie  | Segment | Lata produkcji |
| --- | ----- | --------- | ------- | -------------- |
|     | X156  | Crossover | C       | 2013–2019      |
|     | H247  | Crossover | C       | od 2019        |

| GLB | Seria | Nadwozie  | Segment | Lata produkcji |
| --- | ----- | --------- | ------- | -------------- |
|     | X247  | Crossover | D       | od 2019        |

| GLK | Seria | Nadwozie | Segment | Lata produkcji |
| --- | ----- | -------- | ------- | -------------- |
|     | X204  | SUV      | D       | 2008–2015      |
| GLC | Seria | Nadwozie | Segment | Lata produkcji |
|     | X253  | SUV      | D       | 2015–2022      |
|     | X254  | SUV      | D       | od 2022        |

| GLC Coupe | Seria | Nadwozie  | Segment | Lata produkcji |
| --------- | ----- | --------- | ------- | -------------- |
|           | C253  | SUV Coupe | D       | 2016–2023      |
|           | C254  | SUV Coupe | D       | od 2023        |

| ML  | Seria | Nadwozie | Segment | Lata produkcji |
| --- | ----- | -------- | ------- | -------------- |
|     | W163  | SUV      | E       | 1997–2005      |
|     | W164  | SUV      | E       | 2005–2011      |
|     | W166  | SUV      | E       | 2011–2015      |
| GLE | Seria | Nadwozie | Segment | Lata produkcji |
|     | W292  | SUV      | E       | 2015–2019      |
|     | W167  | SUV      | E       | od 2019        |

| GLE Coupe | Seria | Nadwozie  | Segment | Lata produkcji |
| --------- | ----- | --------- | ------- | -------------- |
|           | C292  | SUV Coupe | E       | 2015–2019      |
|           | C167  | SUV Coupe | E       | od 2019        |

| GL  | Seria | Nadwozie | Segment | Lata produkcji |
| --- | ----- | -------- | ------- | -------------- |
|     | X164  | SUV      | F       | 2006–2012      |
|     | X166  | SUV      | F       | 2012–2015      |
| GLS | Seria | Nadwozie | Segment | Lata produkcji |
|     | X166  | SUV      | F       | 2015–2019      |
|     | X167  | SUV      | F       | od 2019        |

- Terenowe i SUV-y

| Klasa G | Seria | Nadwozie | Segment | Lata produkcji |
| ------- | ----- | -------- | ------- | -------------- |
|         | W460  | Terenowe | E       | 1979–1990      |
|         | W463  | SUV      | E       | 1990–2018      |
|         | W464  | SUV      | E       | od 2018        |

- Minivany

| Klasa B | Seria | Nadwozie | Segment | Lata produkcji |
| ------- | ----- | -------- | ------- | -------------- |
|         | W245  | Minivan  | C       | 2005–2011      |
|         | W246  | Minivan  | C       | 2011–2018      |
|         | W247  | Minivan  | C       | od 2018        |

| Klasa R | Seria | Nadwozie | Segment | Lata produkcji |
| ------- | ----- | -------- | ------- | -------------- |
|         | V251  | Van      | E       | 2005–2013      |

- Kombivany i vany

| Vaneo | Seria | Nadwozie | Segment | Lata produkcji |
| ----- | ----- | -------- | ------- | -------------- |
|       | W414  | Kombivan | B       | 2002–2005      |

| Citan Traveliner     | Seria | Nadwozie | Segment | Lata produkcji      |
| -------------------- | ----- | -------- | ------- | ------------------- |
|                      | W415  | Kombivan | C       | 2012–2021           |
| Citan Tourer Klasa T | Seria | Nadwozie | Segment | Lata produkcji      |
|                      | W420  | Kombivan | C       | 2021–2026 2022–2026 |

| Klasa V | Seria | Nadwozie | Segment | Lata produkcji |
| ------- | ----- | -------- | ------- | -------------- |
|         | W638  | Van      | E       | 1999–2003      |
| Viano   | Seria | Nadwozie | Segment | Lata produkcji |
|         | W639  | Van      | E       | 2003–2014      |
| Klasa V | Seria | Nadwozie | Segment | Lata produkcji |
|         | W447  | Van      | E       | od 2014        |

- Pickupy

| Klasa X | Seria | Nadwozie | Segment | Lata produkcji |
| ------- | ----- | -------- | ------- | -------------- |
|         | X470  | Pickup   | D       | 2017–2020      |

- Samochody elektryczne

| EQA EQA SUV | Kod  | Nadwozie  | Segment | Lata produkcji |
| ----------- | ---- | --------- | ------- | -------------- |
|             | H243 | Crossover | C       | od 2021        |

| EQB EQB SUV | Kod  | Nadwozie  | Segment | Lata produkcji |
| ----------- | ---- | --------- | ------- | -------------- |
|             | X243 | Crossover | D       | od 2021        |

| EQC | Kod  | Nadwozie | Segment | Lata produkcji |
| --- | ---- | -------- | ------- | -------------- |
|     | N293 | SUV      | E       | 2019–2023      |

| CLA EQ | Kod  | Nadwozie             | Segment | Lata produkcji |
| ------ | ---- | -------------------- | ------- | -------------- |
|        | C174 | Sedan Shooting brake | C       | od 2025        |

| EQE | Kod  | Nadwozie | Segment | Lata produkcji |
| --- | ---- | -------- | ------- | -------------- |
|     | V295 | Sedan    | E       | od 2022        |

| EQE SUV | Kod  | Nadwozie | Segment | Lata produkcji |
| ------- | ---- | -------- | ------- | -------------- |
|         | X294 | SUV      | E       | od 2022        |

| EQS | Kod  | Nadwozie | Segment | Lata produkcji |
| --- | ---- | -------- | ------- | -------------- |
|     | V297 | Liftback | F       | od 2021        |

| EQS SUV | Kod  | Nadwozie | Segment | Lata produkcji |
| ------- | ---- | -------- | ------- | -------------- |
|         | X296 | SUV      | F       | od 2022        |

| EQT | Seria | Nadwozie | Segment | Lata produkcji |
| --- | ----- | -------- | ------- | -------------- |
|     | W420  | Kombivan | C       | 2022–2026      |

| EQV | Kod  | Nadwozie | Segment | Lata produkcji |
| --- | ---- | -------- | ------- | -------------- |
|     | N447 | Van      | E       | od 2019        |

| Klasa G EQ | Kod  | Nadwozie | Segment | Lata produkcji |
| ---------- | ---- | -------- | ------- | -------------- |
|            | W464 | SUV      | E       | od 2024        |

- Mercedes-AMG

| SLR McLaren | Seria | Nadwozie       | Segment | Lata produkcji |
| ----------- | ----- | -------------- | ------- | -------------- |
|             | C199  | Coupe Roadster | D       | 2003–2010      |
| AMG SLS     | Seria | Nadwozie       | Segment | Lata produkcji |
|             | C197  | Coupe Roadster | D       | 2010–2014      |
| AMG GT      | Seria | Nadwozie       | Segment | Lata produkcji |
|             | C190  | Coupe Roadster | D       | 2014–2023      |
|             | C192  | Coupe          | D       | od 2023        |

| AMG SL | Seria | Nadwozie | Segment | Lata produkcji |
| ------ | ----- | -------- | ------- | -------------- |
|        | R232  | Roadster | E       | od 2022        |

| AMG GT 4-Door Coupe | Seria | Nadwozie | Segment | Lata produkcji |
| ------------------- | ----- | -------- | ------- | -------------- |
|                     | X290  | Liftback | E       | od 2018        |

| AMG One | Seria | Nadwozie | Segment       | Lata produkcji |
| ------- | ----- | -------- | ------------- | -------------- |
|         | R50   | Coupe    | Hipersamochód | od 2022        |

- Samochody dostawcze

| Citan | Seria | Nadwozie | Segment | Lata produkcji |
| ----- | ----- | -------- | ------- | -------------- |
|       | W415  | Furgon   | C       | 2012–2021      |
|       | W420  | Furgon   | C       | 2021–2026      |

| MB100 | Seria | Nadwozie | Segment | Lata produkcji |
| ----- | ----- | -------- | ------- | -------------- |
|       | 631   | Van      | D       | 1981–1995      |
| Vito  | Seria | Nadwozie | Segment | Lata produkcji |
|       | W638  | Van      | D       | 1995–2003      |
|       | W639  | Van      | D       | 2003–2015      |
|       | W447  | Van      | D       | od 2015        |

| TN       | Seria | Nadwozie | Segment | Lata produkcji |
| -------- | ----- | -------- | ------- | -------------- |
|          | T1    | Van      | E       | 1977–1995      |
| Sprinter | Seria | Nadwozie | Segment | Lata produkcji |
|          | W901  | Van      | E       | 1995–2006      |
|          | W906  | Van      | E       | 2006–2018      |
|          | W907  | Van      | E       | od 2018        |

Inne:

- 190 SL
- 250 GD Wolf
- 260D
- 300 SLR
- 500E
- 500K
- 540K
- 600
- 770
- CLK GTR
- L319
- W31
- W105
- W108
- W110
- W111
- W112
- W114
- W120
- W123
- W136
- W187

### Ciężarowe
- LP(inne języki)
- SK(inne języki)
- LK
- NG(inne języki)
- Actros
- Antos
- Atego(inne języki)
- Arocs
- Axor(inne języki)
- Econic(inne języki)
- L3000
- T2
- Unimog
- Vario
- Zetros

### Autobusy

#### Miejskie i podmiejskie
- CapaCity
- O-B/AEG
- O305
- O305G
- O307
- O345 (Conecto)
- O345 T1
- O402
- O405
- O405G
- O405GN
- O405GN2
- O405N
- O405N2
- O407
- O408(inne języki)
- OC500RF 1836/1842/254 (Touro)
- O510 (Tourino)
- O520 (Cito)
- O530 (Citaro)
- O550 (Integro)
- O560 (Intouro)

#### Dalekobieżne
- O302
- O303
- O350 (Tourismo)
- O404
- O580 (Travego)

### Bolidy F1
- F1 W03
- F1 W04
- F1 W05 Hybrid
- F1 W06 Hybrid
- F1 W07 Hybrid
- F1 W13 E Performance
- AMG F1 W08 EQ Power+
- AMG F1 W09 EQ Power+
- AMG F1 W10 EQ Power+
- AMG F1 W11 EQ Performance
- AMG F1 W12 E Performance
- AMG F1 W13 E Performance
- MGP W01
- MGP W02
- W196

### Samochody koncepcyjne
- C111 IV (1978)
- C112(inne języki) (1991)
- Vision A (1993)
- F200(inne języki) (1996)
- SLR (1999)
- Vision SLA(inne języki) (2000)
- F-400 Carving (2001)
- F500 Mind(inne języki) (2003)
- Bionic(inne języki) (2005)
- F600 HYGENIUS(inne języki) (2005)
- RECY (2006)
- Mojave Runner (2006)
- Kleeman GTK (2007)
- Ocean Drive(inne języki) (2007)
- F700(inne języki) (2007)
- ConceptFASCINATION(inne języki) (2008)
- Formula Zero (2008)
- BlitzenBenz (2008)
- F-Cell Roadster(inne języki) (2009)
- SLS AMG (2009)
- Hexawheel (2010)
- Biome (2010)
- F800 Style (2010)
- CLS Shooting Brake(inne języki) (2010)
- Viano Vision Pearl (2011)
- Unimog Edition 60 (2011)
- Ciento Once (2011)
- klasa A Concept (2011)
- F 125! (2011)
- CSC (2012)
- Concept Coupe SUV(inne języki) (2014)
- Concept Class X (2016)
- AVTR (2020)

## Fabryki
Rastatt  Kecskemét  Uusikaupunki  Aguascalientes  Pekin  Bogor  Samut Prakan